# Премия «Оскар» за лучшую работу художника-постановщика
Премия «Оскар» за лучшую работу художника-постановщика (англ. Academy Award for Best Production Design, до 2013 года — Best Art Direction) — награда Американской академии киноискусства, присуждаемая ежегодно с 1929 года. С 1941 по 1967 эта награда вручалась отдельно цветным и чёрно-белым фильмам.

## Список лауреатов и номинантов
• Лауреаты указаны первыми и выделены отдельным цветом. 

### 1929—1930
- На 2-й церемонии не было официального объявления номинантов, были оглашены только лауреаты.
- На 3-й церемонии официально были объявлены только фильмы-номинанты и их компании производители, имена художников (кроме лауреата) названы не были.

 • Отдельным цветом выделены неофициальные номинанты на 2-й и 3-й церемонии. 
| Церемония     | Художники               | Фильм(ы)                       |
| ------------- | ----------------------- | ------------------------------ |
| 1-я (1929)    | • Уильям Кэмерон Мензис | «Голубь»                       |
| 1-я (1929)    | • Уильям Кэмерон Мензис | «Буря»                         |
| 1-я (1929)    | • Рохус Глизе           | «Восход солнца»                |
| 1-я (1929)    | • Гарри Оливер          | «Седьмое небо»                 |
| 2-я (1930-I)  | • Седрик Гиббонс        | «Мост короля Людовика Святого» |
| 2-я (1930-I)  | • Ханс Драйер           | «Патриот»                      |
| 2-я (1930-I)  | • Митчелл Лейзен        | «Динамит»                      |
| 2-я (1930-I)  | • Уильям Кэмерон Мензис | «Алиби»                        |
| 2-я (1930-I)  | • Уильям Кэмерон Мензис | «Пробуждение»                  |
| 2-я (1930-I)  | • Гарри Оливер          | «Уличный ангел»                |
| 3-я (1930-II) | • Херман Росс           | «Король джаза»                 |
| 3-я (1930-II) | • Уильям Кэмерон Мензис | «Бульдог Драммонд»             |
| 3-я (1930-II) | • Ханс Драйер           | «Парад любви»                  |
| 3-я (1930-II) | • Джек Окей             | «Сэлли»                        |
| 3-я (1930-II) | • Ханс Драйер           | «Король-бродяга»               |

### 1931—1940
| Церемония   | Художники                                       | Фильм                                |
| ----------- | ----------------------------------------------- | ------------------------------------ |
| 4-я (1931)  | • Макс Ре                                       | «Симаррон»                           |
| 4-я (1931)  | • Стивен Гуссон, Ральф Хаммерас                 | «Только представьте»                 |
| 4-я (1931)  | • Ханс Драйер                                   | «Марокко»                            |
| 4-я (1931)  | • Антон Грот                                    | «Свенгали»                           |
| 4-я (1931)  | • Ричард Дэй                                    | «Вупи!»                              |
| 5-я (1932)  | • Гордон Уайлз                                  | «Трансатлантический корабль»         |
| 5-я (1932)  | • Лазарь Меерсон                                | «Свободу нам!»                       |
| 5-я (1932)  | • Ричард Дэй                                    | «Эрроусмит»                          |
| 6-я (1934)  | • Уильям С. Дарлинг                             | «Кавалькада»                         |
| 6-я (1934)  | • Ханс Драйер, Роланд Андерсон                  | «Прощай, оружие!» (2 место)          |
| 6-я (1934)  | • Седрик Гиббонс                                | «Когда встречаются леди» (3 место)   |
| 7-я (1935)  | • Седрик Гиббонс, Фредрик Хоуп                  | «Весёлая вдова»                      |
| 7-я (1935)  | • Ричард Дэй                                    | «Романы Челлини» (3 место)           |
| 7-я (1935)  | • Ван Нест Полглейс, Кэрролл Кларк              | «Весёлая разведённая» (2 место)      |
| 8-я (1936)  | • Ричард Дэй                                    | «Тёмный ангел»                       |
| 8-я (1936)  | • Ханс Драйер, Роланд Андерсон                  | «Жизнь Бенгальского улана» (3 место) |
| 8-я (1936)  | • Ван Нест Полглейс, Кэрролл Кларк              | «Цилиндр» (2 место)                  |
| 9-я (1937)  | • Ричард Дэй                                    | «Додсворт»                           |
| 9-я (1937)  | • Антон Грот                                    | «Энтони Несчастный»                  |
| 9-я (1937)  | • Седрик Гиббонс, Эдди Имазу, Эдвин Б. Уиллис   | «Великий Зигфелд»                    |
| 9-я (1937)  | • Уильям С. Дарлинг                             | «Лондонский Ллойдс»                  |
| 9-я (1937)  | • Альберт С. Д’Агостино, Джек Оттерсон          | «Великолепный грубиян»               |
| 9-я (1937)  | • Седрик Гиббонс, Фредрик Хоуп, Эдвин Б. Уиллис | «Ромео и Джульетта»                  |
| 9-я (1937)  | • Перри Фергюсон                                | «Зима на пороге»                     |
| 10-я (1938) | • Стивен Гуссон                                 | «Потерянный горизонт»                |
| 10-я (1938) | • Седрик Гиббонс, Уильям А. Хорнинг             | «Покорение»                          |
| 10-я (1938) | • Кэрролл Кларк                                 | «Девичьи страдания»                  |
| 10-я (1938) | • Ричард Дэй                                    | «Тупик»                              |
| 10-я (1938) | • Уиард Инен                                    | «Каждый день праздник»               |
| 10-я (1938) | • Антон Грот                                    | «Жизнь Эмиля Золя»                   |
| 10-я (1938) | • Джон Виктор Маккэй                            | «Манхэттенская карусель»             |
| 10-я (1938) | • Лайл Р. Уилер                                 | «Пленник Зенды»                      |
| 10-я (1938) | • Ханс Драйер, Роланд Андерсон                  | «Загубленные в море»                 |
| 10-я (1938) | • Александр Толубофф                            | «Вок 1938-го года»                   |
| 10-я (1938) | • Уильям С. Дарлинг, Дэвид С. Холл              | «Крошка Вилли Винки»                 |
| 10-я (1938) | • Джек Оттерсон                                 | «Ты моя душенька»                    |
| 11-я (1939) | • Карл Жуль Вейл                                | «Приключения Робин Гуда»             |
| 11-я (1939) | • Лайл Р. Уилер                                 | «Приключения Тома Сойера»            |
| 11-я (1939) | • Бернард Херзбрун, Борис Левен                 | «Рэгтайм Бэнд Александра»            |
| 11-я (1939) | • Александр Толубофф                            | «Алжир»                              |
| 11-я (1939) | • Ван Нест Полглейс                             | «Беззаботная»                        |
| 11-я (1939) | • Ричард Дэй                                    | «Безумства Голдвина»                 |
| 11-я (1939) | • Стивен Гуссон, Лайонел Бэнкс                  | «Праздник»                           |
| 11-я (1939) | • Ханс Драйер, Джон Б. Гудман                   | «Если бы я был королём»              |
| 11-я (1939) | • Джек Оттерсон                                 | «Без ума от музыки»                  |
| 11-я (1939) | • Седрик Гиббонс                                | «Мария-Антуанетта»                   |
| 11-я (1939) | • Чарльз Д. Холл                                | «Весело мы живём»                    |
| 12-я (1940) | • Лайл Р. Уилер                                 | «Унесённые ветром»                   |
| 12-я (1940) | • Ханс Драйер, Роберт Оделл                     | «Красавчик Жест»                     |
| 12-я (1940) | • Чарльз Д. Холл                                | «Долина гнева»                       |
| 12-я (1940) | • Джек Оттерсон, Мартин Обзина                  | «Первый бал»                         |
| 12-я (1940) | • Ван Нест Полглейс, Альфред Херман             | «Любовный роман»                     |
| 12-я (1940) | • Джон Виктор Маккэй                            | «Человек победы»                     |
| 12-я (1940) | • Лайонел Бэнкс                                 | «Мистер Смит едет в Вашингтон»       |
| 12-я (1940) | • Антон Грот                                    | «Частная жизнь Елизаветы и Эссекса»  |
| 12-я (1940) | • Уильям С. Дарлинг, Джордж Дадли               | «Пришли дожди»                       |
| 12-я (1940) | • Александр Толубофф                            | «Дилижанс»                           |
| 12-я (1940) | • Седрик Гиббонс, Уильям А. Хорнинг             | «Волшебник страны Оз»                |
| 12-я (1940) | • Джеймс Басеви                                 | «Грозовой перевал»                   |

### 1941—1950
С 1941 по 1957 и с 1960 по 1967 годы категория была разделена на чёрно-белые и цветные фильмы.
| Церемония   | Художники                                                                                              | Фильм                              |
| ----------- | --- | ---------------------------------- |
| 13-я (1941) | Чёрно-белый фильм                                                                                      | Чёрно-белый фильм                  |
| 13-я (1941) | • Седрик Гиббонс, Пол Грессе                                                                           | «Гордость и предубеждение»         |
| 13-я (1941) | • Ханс Драйер, Роберт Ашер                                                                             | «Воскресни, любовь моя»            |
| 13-я (1941) | • Лайонел Бэнкс, Роберт Петерсон                                                                       | «Аризона»                          |
| 13-я (1941) | • Джек Оттерсон                                                                                        | «Парни из Сиракуз»                 |
| 13-я (1941) | • Джон Виктор Маккэй                                                                                   | «Чёрная команда»                   |
| 13-я (1941) | • Александр Голицын                                                                                    | «Иностранный корреспондент»        |
| 13-я (1941) | • Ричард Дэй, Джозеф Ч. Райт                                                                           | «Лиллиан Расселл»                  |
| 13-я (1941) | • Ван Нест Полглейс, Марк-Ли Кирк                                                                      | «Моя любимая жена»                 |
| 13-я (1941) | • Джон Дюкасс Шульц                                                                                    | «Мой сын, мой сын!»                |
| 13-я (1941) | • Льюис Дж. Рахмил                                                                                     | «Наш городок»                      |
| 13-я (1941) | • Лайл Р. Уилер                                                                                        | «Ребекка»                          |
| 13-я (1941) | • Антон Грот                                                                                           | «Морской ястреб»                   |
| 13-я (1941) | • Джеймс Басеви                                                                                        | «Человек с Запада»                 |
| 13-я (1941) | Цветной фильм                                                                                          |                                    |
| 13-я (1941) | • Винсент Корда                                                                                        | «Багдадский вор»                   |
| 13-я (1941) | • Седрик Гиббонс, Джон С. Детли                                                                        | «Горькая сладость»                 |
| 13-я (1941) | • Ричард Дэй, Джозеф Ч. Райт                                                                           | «Даже по-аргентински»              |
| 13-я (1941) | • Ханс Драйер, Роланд Андерсон                                                                         | «Северо-западная конная полиция»   |
| 14-я (1942) | Чёрно-белый фильм                                                                                      | Чёрно-белый фильм                  |
| 14-я (1942) | • Ричард Дэй, Натан Юран (постановщики), Томас Литтл (декоратор)                                       | «Как зелена была моя долина»       |
| 14-я (1942) | • Перри Фергюсон, Ван Нест Полглейс (постановщики), А. Роланд Филдс, Даррел Сильвера (декораторы)      | «Гражданин Кейн»                   |
| 14-я (1942) | • Мартин Обзина, Джек Оттерсон (постановщики), Расселл А. Гаусман (декоратор)                          | «Нью-орлеанский огонёк»            |
| 14-я (1942) | • Ханс Драйер, Роберт Ашер (постановщики), Сэм Комер (декоратор)                                       | «Задержите рассвет»                |
| 14-я (1942) | • Лайонел Бэнкс (постановщик), Джордж Монтгомери (декоратор)                                           | «Дамы в отставке»                  |
| 14-я (1942) | • Стивен Гуссон (постановщик), Ховард Бристоль (декоратор)                                             | «Маленькие лисички»                |
| 14-я (1942) | • Джон Хьюз (постановщик), Фред М. Маклин (декоратор)                                                  | «Сержант Йорк»                     |
| 14-я (1942) | • Джон Дюкасс Шульц (постановщик), Эдвард Дж. Бойл (декоратор)                                         | «Сын Монте-Кристо»                 |
| 14-я (1942) | • Александр Голицын (постановщик), Ричард Ирвин (декоратор)                                            | «Закат»                            |
| 14-я (1942) | • Винсент Корда (постановщик), Джулия Херон (декоратор)                                                | «Леди Гамильтон»                   |
| 14-я (1942) | • Седрик Гиббонс, Рэндолл Дюэл (постановщики), Эдвин Б. Уиллис (декоратор)                             | «Когда встречаются леди»           |
| 14-я (1942) | «Сис Хопкинс» (неофициальная номинация)                                                                |                                    |
| 14-я (1942) | Цветной фильм                                                                                          |                                    |
| 14-я (1942) | • Седрик Гиббонс, Ури МакКлири (постановщики), Эдвин Б. Уиллис (декоратор)                             | «Цветы в пыли»                     |
| 14-я (1942) | • Ричард Дэй, Джозеф Ч. Райт (постановщики), Томас Литтл (декоратор)                                   | «Кровь и песок»                    |
| 14-я (1942) | • Рауль Пин Ду Бойс (постановщик), Стивен Сеймур (декоратор)                                           | «Луизианская покупка»              |
| 15-я (1943) | Чёрно-белый фильм                                                                                      | Чёрно-белый фильм                  |
| 15-я (1943) | • Ричард Дэй, Джозеф Ч. Райт (постановщики), Томас Литтл (декоратор)                                   | «Превыше всего»                    |
| 15-я (1943) | • Макс Паркер, Марк-Ли Кирк (постановщики), Кэйси Робертс (декоратор)                                  | «Джордж Вашингтон спал здесь»      |
| 15-я (1943) | • Альберт С. Д’Агостино (постановщик), Даррел Сильвера, А. Роланд Филдс (декораторы)                   | «Великолепные Эмберсоны»           |
| 15-я (1943) | • Перри Фергюсон (постановщик), Ховард Бристоль (декоратор)                                            | «Гордость янки»                    |
| 15-я (1943) | • Седрик Гиббонс, Рэндолл Дюэл (постановщики), Эдвин Б. Уиллис, Джек Д. Мур (декораторы)               | «Случайная жатва»                  |
| 15-я (1943) | • Борис Левен (постановщик и декоратор)                                                                | «Жестокий Шанхай»                  |
| 15-я (1943) | • Ральф Бергер (постановщик), Эмиль Кури (декоратор)                                                   | «Серебряная королева»              |
| 15-я (1943) | • Джек Оттерсон, Джон Б. Гудман (постановщики), Расселл А. Гаусман, Эдвард Р. Робинсон (декораторы)    | «Негодяи»                          |
| 15-я (1943) | • Ханс Драйер, Роланд Андерсон (постановщики), Сэм Комер (декоратор)                                   | «Возьми письмо, дорогая»           |
| 15-я (1943) | • Лайонел Бэнкс, Рудольф Стернад (постановщики), Фэй Бэбкок (декоратор)                                | «Весь город говорит»               |
| 15-я (1943) | Цветной фильм                                                                                          |                                    |
| 15-я (1943) | • Ричард Дэй, Джозеф Ч. Райт (постановщики), Томас Литтл (декоратор)                                   | «Моя девушка Сэл»                  |
| 15-я (1943) | • Джек Оттерсон, Александр Голицын (постановщики), Расселл А. Гаусман, Айра Уэбб (декораторы)          | «Арабские ночи»                    |
| 15-я (1943) | • Тед Смит (постановщик), Кэйси Робертс (декоратор)                                                    | «Капитаны облаков»                 |
| 15-я (1943) | • Винсент Корда (постановщик), Джулия Херон (декоратор)                                                | «Книга джунглей»                   |
| 15-я (1943) | • Ханс Драйер, Роланд Андерсон (постановщики), Джордж Соли (декоратор)                                 | «Пожнёшь бурю»                     |
| 16-я (1944) | Чёрно-белый фильм                                                                                      | Чёрно-белый фильм                  |
| 16-я (1944) | • Джеймс Басеви, Уильям С. Дарлинг (постановщики), Томас Литтл (декоратор)                             | «Песня Бернадетт»                  |
| 16-я (1944) | • Ханс Драйер, Эрнст Фегте (постановщики), Бертрам С. Грэйнджер (декоратор)                            | «Пять гробниц по пути в Каир»      |
| 16-я (1944) | • Альберт С. Д’Агостино, Кэрролл Кларк (постановщики), Даррел Сильвера, Харли Миллер (декораторы)      | «Полёт за свободой»                |
| 16-я (1944) | • Седрик Гиббонс, Пол Грессе (постановщики), Эдвин Б. Уиллис, Хью Хант (декораторы)                    | «Мадам Кюри»                       |
| 16-я (1944) | • Карл Жуль Вейл (постановщик), Джордж Джеймс Хопкинс (декоратор)                                      | «Миссия в Москву»                  |
| 16-я (1944) | • Перри Фергюсон (постановщик), Ховард Бристоль (декоратор)                                            | «Северная звезда»                  |
| 16-я (1944) | Цветной фильм                                                                                          |                                    |
| 16-я (1944) | • Джон Б. Гудман, Александр Голицын (постановщики), Расселл А. Гаусман, Айра Уэбб (декораторы)         | «Призрак Оперы»                    |
| 16-я (1944) | • Ханс Драйер, Хелдэйн Дуглас (постановщики), Бертрам С. Грэйнджер (декоратор)                         | «По ком звонит колокол»            |
| 16-я (1944) | • Джеймс Басеви, Джозеф Ч. Райт (постановщики), Томас Литтл (декоратор)                                | «Вся банда в сборе»                |
| 16-я (1944) | • Джон Хьюз, л-т Джон Кениг (постановщики), Джордж Джеймс Хопкинс (декоратор)                          | «Это армия»                        |
| 16-я (1944) | • Седрик Гиббонс, Дэниэл Б. Кэткарт (постановщики), Эдвин Б. Уиллис, Жак Мерсеро (декораторы)          | «Тысячи приветствий»               |
| 17-я (1945) | Чёрно-белый фильм                                                                                      | Чёрно-белый фильм                  |
| 17-я (1945) | • Седрик Гиббонс, Уильям Феррари (постановщики), Эдвин Б. Уиллис, Пауль Хульдшински (декораторы)       | «Газовый свет»                     |
| 17-я (1945) | • Лайонел Бэнкс, Уолтер Хольшер (постановщики), Джозеф Киш (декоратор)                                 | «Адрес неизвестен»                 |
| 17-я (1945) | • Джон Хьюз (постановщик), Фред М. Маклин (декоратор)                                                  | «Приключения Марка Твена»          |
| 17-я (1945) | • Перри Фергюсон (постановщик), Джулия Херон (декоратор)                                               | «Казанова Браун»                   |
| 17-я (1945) | • Лайл Р. Вилер, Лелэнд Фуллер (постановщики), Томас Литтл (декоратор)                                 | «Лора»                             |
| 17-я (1945) | • Ханс Драйер, Роберт Ашер (постановщики), Сэм Комер (декоратор)                                       | «Не время для любви»               |
| 17-я (1945) | • Марк-Ли Кирк (постановщик), Виктор А. Гангелин (декоратор)                                           | «С тех пор как вы ушли»            |
| 17-я (1945) | • Альберт С. Д’Агостино, Кэрролл Кларк (постановщики), Даррел Сильвера, Клод Э. Карпентер (декораторы) | «Шагай веселее»                    |
| 17-я (1945) | Цветной фильм                                                                                          |                                    |
| 17-я (1945) | • Уиард Инен (постановщик), Томас Литтл (декоратор)                                                    | «Вильсон»                          |
| 17-я (1945) | • Джон Б. Гудман, Александр Голицын (постановщики), Расселл А. Гаусман, Айра Уэбб (декораторы)         | «Кульминация»                      |
| 17-я (1945) | • Лайонел Бэнкс, Кэри Оделл (постановщики), Фэй Бэбкок (декоратор)                                     | «Девушка с обложки»                |
| 17-я (1945) | • Чарльз Нови (постановщик), Джек МакКонаги (декоратор)                                                | «Песня пустыни»                    |
| 17-я (1945) | • Седрик Гиббонс, Дэниэл Б. Кэткарт (постановщики), Эдвин Б. Уиллис, Ричард Пефферл (декораторы)       | «Кисмет»                           |
| 17-я (1945) | • Ханс Драйер, Рауль Пин Ду Бойс (постановщики), Рэй Мойер (декоратор)                                 | «Леди в ночи»                      |
| 17-я (1945) | • Эрнст Фегте (постановщик), Ховард Бристоль (декоратор)                                               | «Принцесса и пират»                |
| 18-я (1946) | Чёрно-белый фильм                                                                                      | Чёрно-белый фильм                  |
| 18-я (1946) | • Уиард Инен (постановщик), А. Роланд Филдс (декоратор)                                                | «Кровь на солнце»                  |
| 18-я (1946) | • Альберт С. Д’Агостино, Джек Окей (постановщики), Даррел Сильвера, Клод Э. Карпентер (декораторы)     | «Рискованный эксперимент»          |
| 18-я (1946) | • Джеймс Басеви, Уильям С. Дарлинг (постановщики), Томас Литтл, Фрэнк Э. Хьюз (декораторы)             | «Ключи от царства небесного»       |
| 18-я (1946) | • Ханс Драйер, Роланд Андерсон (постановщики), Сэм Комер, Рэй Мойер (декораторы)                       | «Любовные письма»                  |
| 18-я (1946) | • Седрик Гиббонс, Ганс Питерс (постановщики), Эдвин Б. Уиллис, Хью Хант, Джон Бонар (декораторы)       | «Портрет Дориана Грея»             |
| 18-я (1946) | Цветной фильм                                                                                          |                                    |
| 18-я (1946) | • Ханс Драйер, Эрнст Фегте (постановщики), Сэм Комер (декоратор)                                       | «Бухта пирата»                     |
| 18-я (1946) | • Лайл Р. Вилер, Морис Рэнсфорд (постановщики), Томас Литтл (декоратор)                                | «Бог ей судья»                     |
| 18-я (1946) | • Седрик Гиббонс, Ури МакКлири (постановщики), Эдвин Б. Уиллис, Милдред Гриффитс (декораторы)          | «Национальный бархат»              |
| 18-я (1946) | • Тед Смит (постановщик), Джек МакКонаги (декоратор)                                                   | «Сан-Антонио»                      |
| 18-я (1946) | • Стивен Гуссон, Рудольф Стернад (постановщики), Фрэнк Таттл (декоратор)                               | «Тысяча и одна ночь»               |
| 19-я (1947) | Чёрно-белый фильм                                                                                      | Чёрно-белый фильм                  |
| 19-я (1947) | • Лайл Р. Вилер, Уильям С. Дарлинг (постановщики), Томас Литтл, Фрэнк Э. Хьюз (декораторы)             | «Анна и король Сиама»              |
| 19-я (1947) | • Ханс Драйер, Уолтер Х. Тайлер (постановщики), Сэм Комер, Рэй Мойер (декораторы)                      | «Китти»                            |
| 19-я (1947) | • Ричард Дэй, Натан Юран (постановщики), Томас Литтл, Пол С. Фокс (декораторы)                         | «На краю лезвия»                   |
| 19-я (1947) | Цветной фильм                                                                                          |                                    |
| 19-я (1947) | • Седрик Гиббонс, Пол Грессе (постановщики), Эдвин Б. Уиллис (декоратор)                               | «Оленёнок»                         |
| 19-я (1947) | • Джон Брайан                                                                                          | «Цезарь и Клеопатра»               |
| 19-я (1947) | • Пол Шерифф, Кармен Диллон (постановщики)                                                             | «Генрих V»                         |
| 20-я (1948) | Чёрно-белый фильм                                                                                      | Чёрно-белый фильм                  |
| 20-я (1948) | • Джон Брайан (постановщик), Уилфред Шинглтон (декоратор)                                              | «Большие надежды»                  |
| 20-я (1948) | • Лайл Р. Вилер, Морис Рэнсфорд (постановщики), Томас Литтл, Пол С. Фокс (декораторы)                  | «The Foxes of Harrow» (англ.)      |
| 20-я (1948) | Цветной фильм                                                                                          |                                    |
| 20-я (1948) | • Альфред Юнге (постановщик и декоратор)                                                               | «Чёрный нарцисс»                   |
| 20-я (1948) | • Роберт М. Хаас (постановщик), Джордж Джеймс Хопкинс (декоратор)                                      | «Жизнь с отцом»                    |
| 21-я (1949) | Чёрно-белый фильм                                                                                      | Чёрно-белый фильм                  |
| 21-я (1949) | • Роджер К. Фёрс (постановщик), Кармен Диллон (декоратор)                                              | «Гамлет»                           |
| 21-я (1949) | • Роберт М. Хаас (постановщик), Уильям Уоллес (декоратор)                                              | «Джонни Белинда»                   |
| 21-я (1949) | Цветной фильм                                                                                          |                                    |
| 21-я (1949) | • Хейн Хекрот (постановщик), Артур Лосон (декоратор)                                                   | «Красные башмачки»                 |
| 21-я (1949) | • Ричард Дэй (постановщик), Кэйси Робертс, Джозеф Киш (декораторы)                                     | «Жанна д’Арк»                      |
| 22-я (1950) | Чёрно-белый фильм                                                                                      | Чёрно-белый фильм                  |
| 22-я (1950) | • Гарри Хорнер, Джон Миэн (постановщики), Эмиль Кури (декоратор)                                       | «Наследница»                       |
| 22-я (1950) | • Лайл Р. Уилер, Джозеф Ч. Райт (постановщики), Томас Литтл, Пол С. Фокс (декораторы)                  | «Приходи в конюшню»                |
| 22-я (1950) | • Седрик Гиббонс, Джек Мартин Смит (постановщики), Эдвин Б. Уиллис, Ричард Пефферл (декораторы)        | «Мадам Бовари»                     |
| 22-я (1950) | Цветной фильм                                                                                          |                                    |
| 22-я (1950) | • Седрик Гиббонс, Пол Грессе (постановщики), Эдвин Б. Уиллис, Джек Д. Мур (декораторы)                 | «Маленькие женщины»                |
| 22-я (1950) | • Эдвард Каррере (постановщик), Лайл Б. Рейфснайдер (декоратор)                                        | «Похождения дона Жуана»            |
| 22-я (1950) | • Джим Морахэн, Уильям Келлнер, Майкл Релф (постановщики)                                              | «Сарабанда для мёртвых влюблённых» |

### 1951—1960
| Церемония                                                                                  | Художники | Фильм                                       |
| ------------------------------------------------------------------------------------------ | --- | ------------------------------------------- |
| 23-я (1951)                                                                                | Чёрно-белый фильм | Чёрно-белый фильм                           |
| 23-я (1951)                                                                                | • Ханс Драйер, Джон Миэн (постановщики), Сэм Комер, Рэй Мойер (декораторы)                                                                                      | «Бульвар Сансет»                            |
| 23-я (1951)                                                                                | • Лайл Р. Уилер, Джордж У. Дэвис (постановщики), Томас Литтл, Уолтер М. Скотт (декораторы)                                                                      | «Всё о Еве»                                 |
| 23-я (1951)                                                                                | • Седрик Гиббонс, Ганс Питерс (постановщики), Эдвин Б. Уиллис, Хью Хант (декораторы)                                                                            | «Красный Дунай»                             |
| 23-я (1951)                                                                                | Цветной фильм |                                             |
| 23-я (1951)                                                                                | • Ханс Драйер, Уолтер Х. Тайлер (постановщики), Сэм Комер, Рэй Мойер (декораторы)                                                                               | «Самсон и Далила»                           |
| 23-я (1951)                                                                                | • Седрик Гиббонс, Пол Грессе (постановщики), Эдвин Б. Уиллис, Ричард Пефферл (декораторы)                                                                       | «Энни получает ваше оружие»                 |
| 23-я (1951)                                                                                | • Эрнст Фегте (постановщик), Джордж Соули (декоратор) | «Место назначения — Луна»                   |
| 24-я (1952)                                                                                | Чёрно-белый фильм | Чёрно-белый фильм                           |
| 24-я (1952)                                                                                | • Ричард Дэй (постановщик), Джордж Джеймс Хопкинс (декоратор)                                                                                                   | «Трамвай „Желание“»                         |
| 24-я (1952)                                                                                | • Лайл Р. Уилер, Лелэнд Фуллер (постановщики), Томас Литтл, Фред Дж. Роуд (декораторы)                                                                          | «Четырнадцать часов»                        |
| 24-я (1952)                                                                                | • Лайл Р. Уилер, Джон ДеКуир (постановщики), Томас Литтл, Пол С. Фокс (декораторы)                                                                              | «Дом на Телеграфном холме»                  |
| 24-я (1952)                                                                                | • Жан Д’Обонн | «Карусель»                                  |
| 24-я (1952)                                                                                | • Седрик Гиббонс, Пол Грессе (постановщики), Эдвин Б. Уиллис, Джек Д. Мур (декораторы)                                                                          | «Слишком молода, чтобы целоваться»          |
| 24-я (1952)                                                                                | Цветной фильм |                                             |
| 24-я (1952)                                                                                | • Седрик Гиббонс, Э. Престон Амес (постановщики), Эдвин Б. Уиллис, Ф. Кеог Глисон (декораторы)                                                                  | «Американец в Париже»                       |
| 24-я (1952)                                                                                | • Лайл Р. Уилер, Джордж У. Дэвис (постановщики), Томас Литтл, Пол С. Фокс (декораторы)                                                                          | «Давид и Бадшиба»                           |
| 24-я (1952)                                                                                | • Лайл Р. Уилер, Лелэнд Фуллер, Джозеф Ч. Райт (постановщики), Томас Литтл, Уолтер М. Скотт (декораторы)                                                        | «На Ривьере»                                |
| 24-я (1952)                                                                                | • Уильям А. Хорнинг, Седрик Гиббонс, Эдвард Карфанго (постановщики), Хью Хант (декоратор)                                                                       | «Камо грядеши»                              |
| 24-я (1952)                                                                                | • Хейн Хекрот | «Сказки Гофмана»                            |
| 25-я (1953)                                                                                | Чёрно-белый фильм | Чёрно-белый фильм                           |
| 25-я (1953)                                                                                | • Седрик Гиббонс, Эдвард Карфанго (постановщики), Эдвин Б. Уиллис, Ф. Кеог Глисон (декораторы)                                                                  | «Злые и красивые»                           |
| 25-я (1953)                                                                                | • Хэл Перейра, Роланд Андерсон (постановщики), Эмиль Кури (декоратор)                                                                                           | «Сестра Кэрри»                              |
| 25-я (1953)                                                                                | • Лайл Р. Уилер, Джон ДеКуир (постановщики), Уолтер М. Скотт (декоратор)                                                                                        | «Моя кузина Рэйчел»                         |
| 25-я (1953)                                                                                | • Такаси Мацуяма (постановщик), Х. Мацумото (декоратор) | «Расёмон»                                   |
| 25-я (1953)                                                                                | • Лайл Р. Уилер, Лелэнд Фуллер (постановщики), Томас Литтл, Клод Э. Карпентер (декораторы)                                                                      | «Вива Сапата!»                              |
| 25-я (1953)                                                                                | Цветной фильм |                                             |
| 25-я (1953)                                                                                | • Пол Шерифф (постановщик), Марсель Верте (декоратор) | «Мулен Руж»                                 |
| 25-я (1953)                                                                                | • Ричард Дэй, Антони Клаве (постановщики), Ховард Бристоль (декоратор)                                                                                          | «Ханс Кристиан Андерсен»                    |
| 25-я (1953)                                                                                | • Седрик Гиббонс, Пол Грессе (постановщики), Эдвин Б. Уиллис, Артур Крамс (декораторы)                                                                          | «Весёлая вдова»                             |
| 25-я (1953)                                                                                | • Фрэнк Хоталинг (постановщик), Джон МакКарти мл., Чарльз С. Томпсон (декораторы)                                                                               | «Тихий человек»                             |
| 25-я (1953)                                                                                | • Лайл Р. Уилер, Джон ДеКуир (постановщики), Томас Литтл, Пол С. Фокс (декораторы)                                                                              | «Снега Килиманджаро»                        |
| 26-я (1954)                                                                                | Чёрно-белый фильм | Чёрно-белый фильм                           |
| 26-я (1954)                                                                                | • Седрик Гиббонс, Эдвард Карфанго (постановщики), Эдвин Б. Уиллис, Хью Хант (декораторы)                                                                        | «Юлий Цезарь»                               |
| 26-я (1954)                                                                                | • Фриц Мауришат, Пол Марквитц (постановщики) | «Мартин Лютер»                              |
| 26-я (1954)                                                                                | • Лайл Р. Уилер, Лелэнд Фуллер (постановщики), Пол С. Фокс (декоратор)                                                                                          | «Первая леди»                               |
| 26-я (1954)                                                                                | • Хэл Перейра, Уолтер Х. Тайлер (постановщики) | «Римские каникулы»                          |
| 26-я (1954)                                                                                | • Лайл Р. Уилер, Морис Рэнсфорд (постановщики), Стюарт А. Рейсс (декоратор)                                                                                     | «Титаник»                                   |
| 26-я (1954)                                                                                | Цветной фильм |                                             |
| 26-я (1954)                                                                                | • Лайл Р. Уилер, Джордж У. Дэвис (постановщики), Уолтер М. Скотт, Пол С. Фокс (декораторы)                                                                      | «Плащаница»                                 |
| 26-я (1954)                                                                                | • Альфред Юнге, Ганс Питерс (постановщики), Джон Джарвис (декоратор)                                                                                            | «Рыцари круглого стола»                     |
| 26-я (1954)                                                                                | • Седрик Гиббонс, Пол Грессе (постановщики), Эдвин Б. Уиллис, Артур Крамс (декораторы)                                                                          | «Лили»                                      |
| 26-я (1954)                                                                                | • Седрик Гиббонс, Э. Престон Амес, Эдвард Карфанго, Габриель Сконьямильо (постановщики), Эдвин Б. Уиллис, Ф. Кеог Глисон, Артур Крамс, Джек Д. Мур (декораторы) | «Три истории любви»                         |
| 26-я (1954)                                                                                | • Седрик Гиббонс, Ури МакКлири (постановщики), Эдвин Б. Уиллис, Джек Д. Мур (декораторы)                                                                        | «Малышка Бесс»                              |
| 27-я (1955)                                                                                | Чёрно-белый фильм | Чёрно-белый фильм                           |
| 27-я (1955)                                                                                | • Ричард Дэй | «В порту»                                   |
| 27-я (1955)                                                                                | • Хэл Перейра, Роланд Андерсон (постановщики), Сэм Комер, Грэйс Грегори (декораторы)                                                                            | «Деревенская девушка»                       |
| 27-я (1955)                                                                                | • Седрик Гиббонс, Эдвард Карфанго (постановщики), Эдвин Б. Уиллис, Эмиль Кури (декораторы)                                                                      | «Номер для директоров»                      |
| 27-я (1955)                                                                                | • Макс Офюльс | «Наслаждение»                               |
| 27-я (1955)                                                                                | • Хэл Перейра, Уолтер Х. Тайлер (постановщики), Сэм Комер, Рэй Мойер (декораторы)                                                                               | «Сабрина»                                   |
| 27-я (1955)                                                                                | Цветной фильм |                                             |
| 27-я (1955)                                                                                | • Джон Миэн (постановщик), Эмиль Кури (декоратор) | «20 000 лье под водой»                      |
| 27-я (1955)                                                                                | • Седрик Гиббонс, Э. Престон Амес (постановщики), Эдвин Б. Уиллис, Ф. Кеог Глисон (декораторы)                                                                  | «Бригадун»                                  |
| 27-я (1955)                                                                                | • Лайл Р. Уилер, Лелэнд Фуллер (постановщики), Уолтер М. Скотт, Пол С. Фокс (декораторы)                                                                        | «Дезире: Любовь императора Франции»         |
| 27-я (1955)                                                                                | • Хэл Перейра, Роланд Андерсон (постановщики), Сэм Комер, Рэй Мойер (декораторы)                                                                                | «Красные подвязки»                          |
| 27-я (1955)                                                                                | • Малкольм Берт, Джин Аллен (постановщики), Ирен Шарафф, Джордж Джеймс Хопкинс (декораторы)                                                                     | «Звезда родилась»                           |
| 28-я (1956)                                                                                | Чёрно-белый фильм | Чёрно-белый фильм                           |
| 28-я (1956)                                                                                | • Хэл Перейра, Тамби Ларсен (постановщики), Сэм Комер, Артур Крамс (декораторы)                                                                                 | «Татуированная роза»                        |
| 28-я (1956)                                                                                | • Седрик Гиббонс, Рэндолл Дюэлл (постановщики), Эдвин Б. Уиллис, Генри Грэйс (декораторы)                                                                       | «Школьные джунгли»                          |
| 28-я (1956)                                                                                | • Седрик Гиббонс, Малкольм Браун (постановщики), Эдвин Б. Уиллис, Хью Хант (декораторы)                                                                         | «Я буду плакать завтра»                     |
| 28-я (1956)                                                                                | • Джозеф Ч. Райт (постановщик), Даррел Сильвера (декоратор) | «Человек с золотой рукой»                   |
| 28-я (1956)                                                                                | • Тед Хаворт, Уолтер М. Симондз (постановщики), Роберт Пристли (декоратор)                                                                                      | «Марти»                                     |
| 28-я (1956)                                                                                | Цветной фильм |                                             |
| 28-я (1956)                                                                                | • Уильям Флэннери, Джо Мильзнер (постановщики), Роберт Пристли (декоратор)                                                                                      | «Пикник»                                    |
| 28-я (1956)                                                                                | • Лайл Р. Уилер, Джон ДеКуир (постановщики), Уолтер М. Скотт, Пол С. Фокс (декораторы)                                                                          | «Длинноногий папочка»                       |
| 28-я (1956)                                                                                | • Оливер Смит, Джозеф Ч. Райт (постановщики), Ховард Бристоль (декоратор)                                                                                       | «Парни и куколки»                           |
| 28-я (1956)                                                                                | • Лайл Р. Уилер, Джордж У. Дэвис (постановщики), Уолтер М. Скотт, Джек Стаббс (декораторы)                                                                      | «Любовь — самая великолепная вещь на свете» |
| 28-я (1956)                                                                                | • Хэл Перейра, Дж. МакМиллан Джонсон (постановщики), Сэм Комер, Артур Крамс (декораторы)                                                                        | «Поймать вора»                              |
| 29-я (1957)                                                                                | Чёрно-белый фильм | Чёрно-белый фильм                           |
| 29-я (1957)                                                                                | • Седрик Гиббонс, Малкольм Браун (постановщики), Эдвин Б. Уиллис, Ф. Кеог Глисон (декораторы)                                                                   | «Кто-то там наверху любит меня»             |
| 29-я (1957)                                                                                | • Хэл Перейра, А. Эрл Хедрик (постановщики), Сэмуэл М. Комер, Фрэнк Р. МакКелви (декораторы)                                                                    | «Гордый и светский»                         |
| 29-я (1957)                                                                                | • Такаси Мацуяма | «Семь самураев»                             |
| 29-я (1957)                                                                                | • Росс Белла (постановщик), Уильям Кирнан, Луи Диэдж (декораторы)                                                                                               | «„Кадиллак“ из чистого золота»              |
| 29-я (1957)                                                                                | • Лайл Р. Вилер, Джек Мартин Смит (постановщики), Уолтер М. Скотт, Стюарт А. Рейсс (декораторы)                                                                 | «Мятежный подросток»                        |
| 29-я (1957)                                                                                | Цветной фильм |                                             |
| 29-я (1957)                                                                                | • Лайл Р. Вилер, Джон ДеКуир (постановщики), Уолтер М. Скотт, Пол С. Фокс (декораторы)                                                                          | «Король и я»                                |
| 29-я (1957)                                                                                | • Джеймс В. Салливан, Кен Адам (постановщики), Росс Дауд (декоратор)                                                                                            | «Вокруг света за 80 дней»                   |
| 29-я (1957)                                                                                | • Борис Левен (постановщик), Ральф С. Херст (декоратор) | «Гигант»                                    |
| 29-я (1957)                                                                                | • Седрик Гиббонс, Ганс Питерс, Э. Престон Амес (постановщики), Эдвин Б. Уиллис, Ф. Кеог Глисон (декораторы)                                                     | «Жажда жизни»                               |
| 29-я (1957)                                                                                | • Хэл Перейра, Уолтер Х. Тайлер, Альберт Нозаки (постановщики), Сэмуэл М. Комер, Рэй Мойер (декораторы)                                                         | «Десять заповедей»                          |
| • В 1958 и 1959 году чёрно-белые и цветные фильмы были объединены в одну категорию.        | |                                             |
| 30-я (1958)                                                                                | • Тед Хаворт (постановщик), Роберт Пристли (декоратор) | «Сайонара»                                  |
| 30-я (1958)                                                                                | • Хэл Перейра, Джордж У. Дэвис (постановщики), Сэм Комер, Рэй Мойер (декораторы)                                                                                | «Забавная мордашка»                         |
| 30-я (1958)                                                                                | • Уильям А. Хорнинг, Джин Аллен (постановщики), Эдвин Б. Уиллис, Ричард Пефферл (декораторы)                                                                    | «Гёрлз»                                     |
| 30-я (1958)                                                                                | • Уолтер Хольшер (постановщик), Уильям Кирнан, Луи Диэдж (декораторы)                                                                                           | «Приятель Джои»                             |
| 30-я (1958)                                                                                | • Уильям А. Хорнинг, Ури МакКлири (постановщики), Эдвин Б. Уиллис, Хью Хант (декораторы)                                                                        | «Округ Рэйнтри»                             |
| 31-я (1959)                                                                                | • Уильям А. Хорнинг (посмертно), Э. Престон Амес (постановщики), Генри Грэйс, Ф. Кеог Глисон (декораторы)                                                       | «Жижи»                                      |
| 31-я (1959)                                                                                | • Малкольм Берт (постановщик), Джордж Джеймс Хопкинс (декоратор)                                                                                                | «Тётушка Мэйм»                              |
| 31-я (1959)                                                                                | • Кэри Оделл (постановщик), Луи Диэдж (декоратор) | «Колокол, книга и свеча»                    |
| 31-я (1959)                                                                                | • Лайл Р. Вилер, Джон ДеКуир (постановщики), Уолтер М. Скотт, Пол С. Фокс (декораторы)                                                                          | «Уверенная улыбка»                          |
| 31-я (1959)                                                                                | • Хэл Перейра, Генри Бамстед (постановщики), Сэм Комер, Фрэнк Р. МакКелви (декораторы)                                                                          | «Головокружение»                            |
| • С 1960 по 1967 год чёрно-белые и цветные фильмы были разделены на 2 отдельные категории. | |                                             |
| 32-я (1960)                                                                                | Чёрно-белый фильм | Чёрно-белый фильм                           |
| 32-я (1960)                                                                                | • Лайл Р. Вилер, Джордж У. Дэвис (постановщики), Уолтер М. Скотт, Стюарт А. Рейсс (декораторы)                                                                  | «Дневник Анны Франк»                        |
| 32-я (1960)                                                                                | • Хэл Перейра, Уолтер Х. Тайлер (постановщики), Сэм Комер, Артур Крамс (декораторы)                                                                             | «Карьера»                                   |
| 32-я (1960)                                                                                | • Карл Андерсон (постановщик), Уильям Кирнан (декоратор) | «Последний разгневанный человек»            |
| 32-я (1960)                                                                                | • Тед Хаворт (постановщик), Эдвард Дж. Бойл (декоратор) | «В джазе только девушки»                    |
| 32-я (1960)                                                                                | • Оливер Мессель, Уильям Келлнер (постановщики), Скотт Слимон (декоратор)                                                                                       | «Внезапно, прошлым летом»                   |
| 32-я (1960)                                                                                | Цветной фильм |                                             |
| 32-я (1960)                                                                                | • Уильям А. Хорнинг (посмертно), Эдвард Карфанго (постановщики), Хью Хант (декоратор)                                                                           | «Бен-Гур»                                   |
| 32-я (1960)                                                                                | • Джон ДеКуир (постановщик), Джулия Херон (декоратор) | «Великий рыбак»                             |
| 32-я (1960)                                                                                | • Лайл Р. Вилер, Франц Бачелин, Херман А. Блюменталь (постановщики), Уолтер М. Скотт, Джозеф Киш (декораторы)                                                   | «Путешествие к центру Земли»                |
| 32-я (1960)                                                                                | • Уильям А. Хорнинг (посмертно), Роберт Ф. Бойл, Мэрилл Пай (постановщики), Генри Грэйс, Фрэнк Р. МакКелви (декораторы)                                         | «К северу через северо-запад»               |
| 32-я (1960)                                                                                | • Рихард Х. Ридель (постановщик, номинирован посмертно), Расселл А. Гаусман, Руби Р. Левитт (декораторы)                                                        | «Интимный разговор»                         |

### 1961—1970
| Церемония                                                                            | Художники | Фильм                                            |
| ------------------------------------------------------------------------------------ | --- | ------------------------------------------------ |
| 33-я (1961)                                                                          | Чёрно-белый фильм | Чёрно-белый фильм                                |
| 33-я (1961)                                                                          | • Александр Траунер (постановщик), Эдвард Дж. Бойл (декоратор) | «Квартира»                                       |
| 33-я (1961)                                                                          | • Дж. МакМиллан Джонсон, Кеннет А. Рейд (постановщики), Росс Дауд (декоратор) | «Правда жизни»                                   |
| 33-я (1961)                                                                          | • Джозеф Хёрли, Роберт Клэтворти (постановщики), Джордж Мило (декоратор) | «Психо»                                          |
| 33-я (1961)                                                                          | • Томас Н. Морахэн (постановщик), Лайонел Коуч (декоратор) | «Сыновья и любовники»                            |
| 33-я (1961)                                                                          | • Хэл Перейра, Уолтер Х. Тайлер (постановщики), Сэм Комер, Артур Крамс (декораторы)                                                                                                  | «Визит на маленькую планету»                     |
| 33-я (1961)                                                                          | Цветной фильм |                                                  |
| 33-я (1961)                                                                          | • Александр Голицын, Эрик Орбом (посмертно) (постановщики), Расселл А. Гаусман, Джулия Херон (декораторы)                                                                            | «Спартак»                                        |
| 33-я (1961)                                                                          | • Джордж У. Дэвис, Эддисон Хер (постановщики), Генри Грэйс, Хью Хант, Отто Сигел (декораторы)                                                                                        | «Симаррон»                                       |
| 33-я (1961)                                                                          | • Хэл Перейра, Роланд Андерсон (постановщики), Сэм Комер, Арриго Бреши (декораторы)                                                                                                  | «Это началось в Неаполе»                         |
| 33-я (1961)                                                                          | • Тед Хаворт (постановщик), Уильям Кирнан (декоратор) | «Мексиканец в Голливуде»                         |
| 33-я (1961)                                                                          | • Эдвард Каррере (постановщик), Джордж Джеймс Хопкинс (декоратор) | «Восход солнца в Кампобелло»                     |
| 34-я (1962)                                                                          | Чёрно-белый фильм | Чёрно-белый фильм                                |
| 34-я (1962)                                                                          | • Гарри Хорнер (постановщик), Джин Каллахан (декоратор) | «Мошенник»                                       |
| 34-я (1962)                                                                          | • Кэрролл Кларк (постановщик), Эмиль Кури, Хэл Гаусман (декораторы) | «Отмороженный профессор»                         |
| 34-я (1962)                                                                          | • Фернандо Каррере (постановщик), Эдвард Дж. Бойл (декоратор) | «Детский час»                                    |
| 34-я (1962)                                                                          | • Рудольф Стернад (постановщик), Джордж Мило (декоратор) | «Нюрнбергский процесс»                           |
| 34-я (1962)                                                                          | • Пьеро Герарди | «Сладкая жизнь»                                  |
| 34-я (1962)                                                                          | Цветной фильм |                                                  |
| 34-я (1962)                                                                          | • Борис Левен (постановщик), Виктор А. Гангелин (декоратор) | «Вестсайдская история»                           |
| 34-я (1962)                                                                          | • Хэл Перейра, Роланд Андерсон (постановщики), Сэм Комер, Рэй Мойер (декораторы) | «Завтрак у Тиффани»                              |
| 34-я (1962)                                                                          | • Веньеро Коласанти, Джон Мур (постановщики) | «Эль Сид»                                        |
| 34-я (1962)                                                                          | • Александр Голицын, Джозеф Ч. Райт (постановщики), Ховард Бристоль (декоратор) | «Песня барабана цветов»                          |
| 34-я (1962)                                                                          | • Хэл Перейра, Уолтер Х. Тайлер (постановщики), Сэм Комер, Артур Крамс (декораторы)                                                                                                  | «Лето и дым»                                     |
| 35-я (1963)                                                                          | Чёрно-белый фильм | Чёрно-белый фильм                                |
| 35-я (1963)                                                                          | • Александр Голицын, Генри Бамстед (постановщики), Оливер Эмерт (декоратор) | «Убить пересмешника»                             |
| 35-я (1963)                                                                          | • Джозеф Ч. Райт (постановщик), Джордж Джеймс Хопкинс (декоратор) | «Дни вина и роз»                                 |
| 35-я (1963)                                                                          | • Тед Хаворт, Леон Барсак, Винсент Корда (постановщики), Гэбриель Бечир (декоратор)                                                                                                  | «Самый длинный день»                             |
| 35-я (1963)                                                                          | • Джордж У. Дэвис, Эдвард Карфанго (постановщики), Генри Грэйс, Ричард Пефферл (декораторы)                                                                                          | «Период привыкания»                              |
| 35-я (1963)                                                                          | • Хэл Перейра, Роланд Андерсон (постановщики), Сэм Комер, Фрэнк Р. МакКелви (декораторы)                                                                                             | «Голубь, который захватил Рим»                   |
| 35-я (1963)                                                                          | Цветной фильм |                                                  |
| 35-я (1963)                                                                          | • Джон Бокс, Джон Столл (постановщики), Дарио Симони (декоратор) | «Лоуренс Аравийский»                             |
| 35-я (1963)                                                                          | • Пол Грессе (постановщик), Джордж Джеймс Хопкинс (декоратор) | «Музыкант»                                       |
| 35-я (1963)                                                                          | • Джордж У. Дэвис, Дж. МакМиллан Джонсон (постановщики), Генри Грэйс, Хью Хант (декораторы)                                                                                          | «Мятеж на „Баунти“»                              |
| 35-я (1963)                                                                          | • Александр Голицын, Роберт Клэтворти (постановщики), Джордж Мило (декоратор) | «Этот мех норки»                                 |
| 35-я (1963)                                                                          | • Джордж У. Дэвис, Эдвард Карфанго (постановщики), Генри Грэйс, Ричард Пефферл (декораторы)                                                                                          | «Чудесный мир братьев Гримм»                     |
| 36-я (1964)                                                                          | Чёрно-белый фильм | Чёрно-белый фильм                                |
| 36-я (1964)                                                                          | • Джин Каллахан | «Америка, Америка»                               |
| 36-я (1964)                                                                          | • Пьеро Жерарди | «Восемь с половиной»                             |
| 36-я (1964)                                                                          | • Хэл Перейра, Тамби Ларсен (постановщики), Сэм Комер, Роберт Р. Бентон (декораторы)                                                                                                 | «Хад»                                            |
| 36-я (1964)                                                                          | • Хэл Перейра, Роланд Андерсон (постановщики), Сэм Комер, Грэйс Грегори (декораторы)                                                                                                 | «Любовь с подходящим незнакомцем»                |
| 36-я (1964)                                                                          | • Джордж У. Дэвис, Пол Грессе (постановщики), Генри Грэйс, Хью Хант (декораторы) | «Сумерки чести»                                  |
| 36-я (1964)                                                                          | Цветной фильм |                                                  |
| 36-я (1964)                                                                          | • Джон ДеКуир, Джек Мартин Смит, Хилъярд М. Браун, Херман А. Блюменталь, Элвен Уэбб, Морис Пеллинг, Борис Юрага (постановщики), Уолтер М. Скотт, Пол С. Фокс, Рэй Мойер (декораторы) | «Клеопатра»                                      |
| 36-я (1964)                                                                          | • Лайл Р. Вилер (постановщик), Джин Каллахан (декоратор) | «Кардинал»                                       |
| 36-я (1964)                                                                          | • Хэл Перейра, Роланд Андерсон (постановщики), Сэм Комер, Джеймс У. Пэйн (декораторы)                                                                                                | «Приди и протруби в свой рог»                    |
| 36-я (1964)                                                                          | • Джордж У. Дэвис, Уильям Феррари (посмертно), Эддисон Хер (постановщики), Генри Грэйс, Дон Гринвуд мл., Джек Миллс (декораторы)                                                     | «Как был завоёван Запад»                         |
| 36-я (1964)                                                                          | • Ральф У. Брайнтон, Тед Маршалл, Жослин Херберт (постановщики), Джози МакАвин (декоратор)                                                                                           | «Том Джонс»                                      |
| 37-я (1965)                                                                          | Чёрно-белый фильм | Чёрно-белый фильм                                |
| 37-я (1965)                                                                          | • Вассилис Фотопулос | «Грек Зорба»                                     |
| 37-я (1965)                                                                          | • Джордж У. Дэвис, Ганс Питерс, Эллиот Скотт (постановщики), Генри Грэйс, Роберт Р. Бентон (декораторы)                                                                              | «Американизация Эмили»                           |
| 37-я (1965)                                                                          | • Уильям Глазгоу (постановщик), Рафаэль Бреттон (декоратор) | «Тише, тише, милая Шарлотта»                     |
| 37-я (1965)                                                                          | • Стивен Б. Граймз | «Ночь игуаны»                                    |
| 37-я (1965)                                                                          | • Кэри Оделл (постановщик), Эдвард Дж. Бойл (декоратор) | «Семь дней в мае»                                |
| 37-я (1965)                                                                          | Цветной фильм |                                                  |
| 37-я (1965)                                                                          | • Джин Аллен, Сесил Битон (постановщики), Джордж Джеймс Хопкинс (декоратор) | «Моя прекрасная леди»                            |
| 37-я (1965)                                                                          | • Джон Брайан, Морис Картер (постановщики), Патрик Маклафлин, Роберт Картрайт (декораторы)                                                                                           | «Бекет»                                          |
| 37-я (1965)                                                                          | • Кэрролл Кларк, Уильям Х. Тантк (постановщики), Эмиль Кури, Хэл Гаусман (декораторы)                                                                                                | «Мэри Поппинс»                                   |
| 37-я (1965)                                                                          | • Джордж У. Дэвис, Е. Престон Амес (постановщики), Генри Грэйс, Хью Хант (декораторы)                                                                                                | «Непотопляемая Молли Браун»                      |
| 37-я (1965)                                                                          | • Джек Мартин Смит, Тед Хаворт (постановщики), Уолтер М. Скотт, Стюарт А. Рейсс (декораторы)                                                                                         | «Что за путь!»                                   |
| 38-я (1966)                                                                          | Чёрно-белый фильм | Чёрно-белый фильм                                |
| 38-я (1966)                                                                          | • Роберт Клэтворти (постановщик), Джозеф Киш (декоратор) | «Корабль дураков»                                |
| 38-я (1966)                                                                          | • Роберт Эммет Смит (постановщик), Фрэнк Таттл (декоратор) | «Король Крыса»                                   |
| 38-я (1966)                                                                          | • Джордж У. Дэвис, Ури МакКлири (постановщики), Генри Грэйс, Чарльз С. Томпсон (декораторы)                                                                                          | «Клочок синевы»                                  |
| 38-я (1966)                                                                          | • Хэл Перейра, Джек Поплин (постановщики), Роберт Р. Бентон, Джозеф Киш (декораторы)                                                                                                 | «Тонкая нить»                                    |
| 38-я (1966)                                                                          | • Хэл Перейра, Тамби Ларсен, Тед Маршалл (постановщики), Джози МакАвин (декоратор)                                                                                                   | «Шпион, пришедший с холода»                      |
| 38-я (1966)                                                                          | Цветной фильм |                                                  |
| 38-я (1966)                                                                          | • Джон Бокс, Теренс Марш (постановщики), Дарио Симони (декоратор) | «Доктор Живаго»                                  |
| 38-я (1966)                                                                          | • Джон ДеКуир, Джек Мартин Смит (постановщики), Дарио Симони (декоратор) | «Муки и радости»                                 |
| 38-я (1966)                                                                          | • Ричард Дэй, Уильям Дж. Кребер, Дэвид С. Холл (посмертно) (постановщики), Рэй Мойер, Фред М. Маклин, Норман Рокетт (декораторы)                                                     | «Величайшая из когда-либо рассказанных историй»  |
| 38-я (1966)                                                                          | • Роберт Клэтворти (постановщик), Джордж Джеймс Хопкинс (декоратор) | «Внутренний мир Дэйзи Кловер»                    |
| 38-я (1966)                                                                          | • Борис Левен (постановщик), Уолтер М. Скотт, Руби Р. Левитт (декораторы) | «Звуки музыки»                                   |
| 39-я (1967)                                                                          | Чёрно-белый фильм | Чёрно-белый фильм                                |
| 39-я (1967)                                                                          | • Ричард Силберт (постановщик), Джордж Джеймс Хопкинс (декоратор) | «Кто боится Вирджинии Вулф?»                     |
| 39-я (1967)                                                                          | • Роберт Лутхардт (постановщик), Эдвард Дж. Бойл (декоратор) | «Азарт удачи»                                    |
| 39-я (1967)                                                                          | • Луиджи Скаччаноче | «Евангелие от Матфея»                            |
| 39-я (1967)                                                                          | • Уилли Холт (постановщик), Марк Фредерикс, Пьер Гюффруа (декораторы) | «Горит ли Париж?»                                |
| 39-я (1967)                                                                          | • Джордж У. Дэвис, Пол Грессе (постановщики), Генри Грэйс, Хью Хант (декораторы) | «Мистер Буддвинг»                                |
| 39-я (1967)                                                                          | Цветной фильм |                                                  |
| 39-я (1967)                                                                          | • Джек Мартин Смит, Дэйл Хеннеси (постановщики), Уолтер М. Скотт, Стюарт А. Рейсс (декораторы)                                                                                       | «Фантастическое путешествие»                     |
| 39-я (1967)                                                                          | • Александр Голицын, Джордж Уэбб (постановщики), Джон МакКарти мл., Джон П. Остин (декораторы)                                                                                       | «Гамбит»                                         |
| 39-я (1967)                                                                          | • Пьеро Герарди | «Джульетта и духи»                               |
| 39-я (1967)                                                                          | • Хэл Перейра, Артур Лонерган (постановщики), Роберт Р. Бентон, Джеймс У. Пэйн (декораторы)                                                                                          | «Оскар»                                          |
| 39-я (1967)                                                                          | • Борис Левен (постановщик), Уолтер М. Скотт, Джон Стюртевант, Уильям Кирнан (декораторы)                                                                                            | «Песчаная галька»                                |
| • С 1968 года чёрно-белые и цветные фильмы окончательно объединены в одну категорию. | |                                                  |
| 40-я (1968)                                                                          | • Джон Траскот, Эдвард Каррере (постановщики), Джон У. Браун (декоратор) | «Камелот»                                        |
| 40-я (1968)                                                                          | • Марио Кьяри, Джек Мартин Смит, Эд Грейвз (постановщики), Уолтер М. Скотт, Стюарт А. Рейсс (декораторы)                                                                             | «Доктор Дулиттл»                                 |
| 40-я (1968)                                                                          | • Роберт Клэтворти (постановщик), Фрэнк Таттл (декоратор) | «Угадай, кто придёт к обеду?»                    |
| 40-я (1968)                                                                          | • Лоренцо Монджардино, Джон ДеКуир, Элвен Уэбб, Джузеппе Мариани (постановщики), Дарио Симони, Луиджи Джерваси (декораторы)                                                          | «Укрощение строптивой»                           |
| 40-я (1968)                                                                          | • Александр Голицын, Джордж С. Уэбб (постановщики), Ховард Бристоль (декоратор) | «Весьма современная Милли»                       |
| 41-я (1969)                                                                          | • Джон Бокс, Теренс Марш (постановщики), Вернон Диксон, Кен Магглстон (декораторы)                                                                                                   | «Оливер!»                                        |
| 41-я (1969)                                                                          | • Джордж У. Дэвис, Эдвард Карфанго (постановщики) | «Башмаки рыбака»                                 |
| 41-я (1969)                                                                          | • Борис Левен (постановщик), Уолтер М. Скотт, Ховард Бристоль (декораторы) | «Звезда!»                                        |
| 41-я (1969)                                                                          | • Энтони Мастерс, Гарри Ланж, Эрнест Арчер (постановщики) | «Космическая одиссея 2001 года»                  |
| 41-я (1969)                                                                          | • Михаил Богданов, Геннадий Мясников (постановщики), Георгий Кошелев, В. Уваров (декораторы)                                                                                         | «Война и мир»                                    |
| 42-я (1970)                                                                          | • Джон ДеКуир, Джек Мартин Смит, Херман А. Блюменталь (постановщики), Уолтер М. Скотт, Джордж Джеймс Хопкинс, Рафаэль Бреттон (декораторы)                                           | «Хелло, Долли!»                                  |
| 42-я (1970)                                                                          | • Морис Картер, Лайонел Коуч (постановщики), Патрик Маклафлин (декораторы) | «Тысяча дней Анны»                               |
| 42-я (1970)                                                                          | • Роберт Ф. Бойл, Джордж Б. Чан (постановщики), Эдвард Дж. Бойл, Карл Биддискомб (декораторы)                                                                                        | «Гэйли, Гэйли»                                   |
| 42-я (1970)                                                                          | • Александр Голицын, Джордж С. Уэбб (постановщики), Джек Д. Мур (декоратор) | «Милая Чарити»                                   |
| 42-я (1970)                                                                          | • Гарри Хорнер (постановщик), Фрэнк Р. МакКелви (декоратор) | «Загнанных лошадей пристреливают, не правда ли?» |

### 1971—1980
| Церемония   | Художники | Фильм                                      |
| ----------- | --- | ------------------------------------------ |
| 43-я (1971) | • Ури МакКлири, Хиль Паррондо (постановщики), Антонио Матеос, Пьер-Луи Тевене (декораторы)                                                 | «Паттон»                                   |
| 43-я (1971) | • Александр Голицын, Э. Престон Амес (постановщики), Джек Д. Мур, Мики С. Майклс (декораторы)                                              | «Аэропорт»                                 |
| 43-я (1971) | • Тамби Ларсен (постановщик), Даррел Сильвера (декоратор)                                                                                  | «Молли Магуайерс»                          |
| 43-я (1971) | • Теренс Марш, Роберт Картрайт (постановщики), Памела Корнелл (декоратор)                                                                  | «Скрудж»                                   |
| 43-я (1971) | • Джек Мартин Смит, Ёсиро Мураки, Ричард Дэй, Тайдзо Кавасима (постановщики), Уолтер М. Скотт, Норман Рокетт, Карл Биддискомб (декораторы) | «Тора! Тора! Тора!»                        |
| 44-я (1972) | • Джон Бокс, Эрнест Арчер, Джек Макстед, Хиль Паррондо (постановщики), Вернон Диксон (декоратор)                                           | «Николай и Александра»                     |
| 44-я (1972) | • Борис Левен, Уильям Х. Тантк (постановщики), Руби Р. Левитт (декоратор)                                                                  | «Штамм „Андромеда“»                        |
| 44-я (1972) | • Джон Б. Мэнсбридж, Питер Элленшоу (постановщики), Эмиль Кури, Хэл Гаусман (декораторы)                                                   | «Набалдашник и метла»                      |
| 44-я (1972) | • Роберт Ф. Бойл, Майкл Стрингер (постановщики), Питер Ламонт (декоратор)                                                                  | «Скрипач на крыше»                         |
| 44-я (1972) | • Теренс Марш, Роберт Картрайт (постановщики), Питер Хоуитт (декоратор)                                                                    | «Мария — королева Шотландии»               |
| 45-я (1973) | • Рольф Цеетбауэр, Ганс Юрген Кибак (постановщики), Херберт Штрабель (декоратор)                                                           | «Кабаре»                                   |
| 45-я (1973) | • Карл Андерсон (постановщик), Рег Аллен (декоратор)                                                                                       | «Леди поёт блюз»                           |
| 45-я (1973) | • Уильям Дж. Кребер (постановщик), Рафаэль Бреттон (декоратор)                                                                             | «Приключение „Посейдона“»                  |
| 45-я (1973) | • Джон Бокс, Хиль Паррондо (постановщики), Роберт В. Лейнг (декоратор)                                                                     | «Путешествия с моей тётей»                 |
| 45-я (1973) | • Джеффри Дрэйк, Дональд М. Эштон, Джон Грэйсмарк, Уильям Хатчинсон (постановщики), Питер Джеймс (декоратор)                               | «Молодой Уинстон»                          |
| 46-я (1974) | • Генри Бамстед (постановщик), Джеймс Пэйн (декоратор)                                                                                     | «Афера»                                    |
| 46-я (1974) | • Лоренцо Монджардино, Джанни Кваранта (постановщики), Кармело Патроно (декоратор)                                                         | «Брат Солнце, сестра Луна»                 |
| 46-я (1974) | • Билл Мэлли (постановщик), Джерри Вундерлих (декоратор)                                                                                   | «Изгоняющий дьявола»                       |
| 46-я (1974) | • Филип М. Джеффрис (постановщик), Роберт Де Вестел (декоратор)                                                                            | «Том Сойер»                                |
| 46-я (1974) | • Стивен Б. Граймз (постановщик), Уильям Кирнан (декоратор, номинирован посмертно)                                                         | «Встреча двух сердец»                      |
| 47-я (1975) | • Дин Тавуларис, Анджело П. Грэхэм (постановщики), Джордж Р. Нельсон (декоратор)                                                           | «Крёстный отец 2»                          |
| 47-я (1975) | • Ричард Силберт, В. Стюарт Кэмпбелл (постановщики), Руби Р. Левитт (декоратор)                                                            | «Китайский квартал»                        |
| 47-я (1975) | • Александр Голицын, Э. Престон Амес (постановщики), Фрэнк Р. МакКелви (декоратор)                                                         | «Землетрясение»                            |
| 47-я (1975) | • Питер Элленшоу, Джон Б. Мэнсбридж, Уолтер Х. Тайлер, Эл Рулофс (постановщики), Хэл Гаусман (декоратор)                                   | «Остров на вершине мира»                   |
| 47-я (1975) | • Уильям Дж. Кребер, Уорд Престон (постановщики), Рафаэль Бреттон (декоратор)                                                              | «Ад в поднебесье»                          |
| 48-я (1976) | • Кен Адам, Рой Уолкер (постановщики), Вернон Диксон (декоратор)                                                                           | «Барри Линдон»                             |
| 48-я (1976) | • Эдвард Карфанго (постановщик), Фрэнк Р. МакКелви (декоратор)                                                                             | «Гинденбург»                               |
| 48-я (1976) | • Александр Траунер, Тони Инглис (постановщики), Питер Джеймс (декоратор)                                                                  | «Человек, который хотел стать королём»     |
| 48-я (1976) | • Ричард Силберт, В. Стюарт Кэмпбелл (постановщики), Джордж Гейнс (декоратор)                                                              | «Шампунь»                                  |
| 48-я (1976) | • Альберт Бреннер (постановщик), Марвин Марч (декоратор)                                                                                   | «Весёлые ребята»                           |
| 49-я (1977) | • Джордж Дженкинс (постановщик), Джордж Гейнс (декоратор)                                                                                  | «Вся президентская рать»                   |
| 49-я (1977) | • Эллиот Скотт, Норман Рейнольдс (постановщики), Питер Хоуитт (декоратор)                                                                  | «Несравненная Сара»                        |
| 49-я (1977) | • Джин Каллахан, Джек Т. Коллис (постановщики), Джерри Вундерлих (декоратор)                                                               | «Последний магнат»                         |
| 49-я (1977) | • Дэйл Хеннеси (постановщик), Роберт Де Вестел (декоратор)                                                                                 | «Бегство Логана»                           |
| 49-я (1977) | • Роберт Ф. Бойл (постановщик), Артур Джеф Паркер (декоратор)                                                                              | «Самый меткий»                             |
| 50-я (1978) | • Джон Бэрри, Норман Рейнольдс, Лесли Дилли (постановщики), Роджер Кристиан (декоратор)                                                    | «Звёздные войны. Эпизод IV: Новая надежда» |
| 50-я (1978) | • Джордж С. Уэбб (постановщик), Мики С. Майклс (декоратор)                                                                                 | «Аэропорт ’77»                             |
| 50-я (1978) | • Джо Элвс, Дэниэл А. Ломино (постановщики), Фил Абрамсон (декоратор)                                                                      | «Близкие контакты третьей степени»         |
| 50-я (1978) | • Кен Адам, Питер Ламонт (постановщики), Хью Скейф (декоратор)                                                                             | «Шпион, который меня любил»                |
| 50-я (1978) | • Альберт Бреннер (постановщик), Марвин Марч (декоратор)                                                                                   | «Поворотный пункт»                         |
| 51-я (1979) | • Пол Силберт, Эдвин О’Донован (постановщики), Джордж Гейнс (декоратор)                                                                    | «Небеса могут подождать»                   |
| 51-я (1979) | • Дин Тавуларис, Анджело П. Грэхэм (постановщики), Джордж Р. Нельсон, Брюс Кэй (декораторы)                                                | «Ограбление Бринкса»                       |
| 51-я (1979) | • Альберт Бреннер (постановщик), Марвин Марч (декоратор)                                                                                   | «Калифорнийский отель»                     |
| 51-я (1979) | • Мэл Борн (постановщик), Дэниэл Роберт (декоратор)                                                                                        | «Интерьеры»                                |
| 51-я (1979) | • Тони Уолтон, Филип Розенберг (постановщики), Эдвард Стюарт, Роберт Драмхеллер (декораторы)                                               | «Виз»                                      |
| 52-я (1980) | • Филип Розенберг, Тони Уолтон (постановщики), Эдвард Стюарт, Гари Дж. Бринк (декораторы)                                                  | «Весь этот джаз»                           |
| 52-я (1980) | • Майкл Сеймур, Лесли Дилли, Роджер Кристиан (постановщики), Йен Уитэйкер (декоратор)                                                      | «Чужой»                                    |
| 52-я (1980) | • Дин Тавуларис, Анджело П. Грэхэм (постановщики), Джордж Р. Нельсон (декоратор)                                                           | «Апокалипсис сегодня»                      |
| 52-я (1980) | • Джордж Дженкинс (постановщик), Артур Джеф Паркер (декоратор)                                                                             | «Китайский синдром»                        |
| 52-я (1980) | • Харольд Микелсон, Джо Дженнингс, Леон Харрис, Джон Валлоне (постановщики), Линда Дессенна (декоратор)                                    | «Звёздный путь: Фильм»                     |

### 1981—1990
| Церемония   | Художники | Фильм                                                     |
| ----------- | --- | --------------------------------------------------------- |
| 53-я (1981) | • Пьер Гюффруа, Джек Стефенс (постановщики)                                                                                                | «Тэсс»                                                    |
| 53-я (1981) | • Джон У. Корсо (постановщик), Джон М. Двайер (декоратор)                                                                                  | «Дочь шахтёра»                                            |
| 53-я (1981) | • Стюарт Крэйг, Роберт Картрайт (постановщики), Хью Скэйф (декоратор)                                                                      | «Человек-слон»                                            |
| 53-я (1981) | • Норман Рейнольдс, Лесли Дилли, Гарри Ланж, Алан Томкинс (постановщики), Майкл Форд (декоратор)                                           | «Звёздные войны. Эпизод V: Империя наносит ответный удар» |
| 53-я (1981) | • Ёсиро Мураки | «Тень воина»                                              |
| 54-я (1982) | • Норман Рейнольдс, Лесли Дилли (постановщики), Майкл Форд (декоратор)                                                                     | «Индиана Джонс: В поисках утраченного ковчега»            |
| 54-я (1982) | • Эсшетон Гортон (постановщик), Энн Молло (декоратор)                                                                                      | «Женщина французского лейтенанта»                         |
| 54-я (1982) | • Тамби Ларсен (постановщик), Джеймс Л. Берки (декоратор)                                                                                  | «Врата рая»                                               |
| 54-я (1982) | • Джон Грэйсмарк, Патриция Фон Бранденстайн, Тони Ридинг (постановщики), Джордж ДеТитта ст., Джордж ДеТитта мл., Питер Хоуитт (декораторы) | «Рэгтайм»                                                 |
| 54-я (1982) | • Ричард Силберт (постановщик), Майкл Сейртон (декоратор)                                                                                  | «Красные»                                                 |
| 55-я (1983) | • Стюарт Крэйг, Роберт В. Лейнг (постановщики), Майкл Сейртон (декоратор)                                                                  | «Ганди»                                                   |
| 55-я (1983) | • Дэйл Хеннеси (постановщик, номинирован посмертно), Марвин Марч (декоратор)                                                               | «Энни»                                                    |
| 55-я (1983) | • Лоуренс Дж. Полл, Дэвид Л. Снайдер (постановщики), Линда Дессенна (декоратор)                                                            | «Бегущий по лезвию»                                       |
| 55-я (1983) | • Франко Дзеффирелли (постановщик), Джанни Кваранта (декоратор)                                                                            | «Травиата»                                                |
| 55-я (1983) | • Роджер Маус, Тим Хатчинсон, Уильям Крэйг Смит (постановщики), Гарри Кордуэлл (декоратор)                                                 | «Виктор/Виктория»                                         |
| 56-я (1984) | • Анна Асп | «Фанни и Александр»                                       |
| 56-я (1984) | • Норман Рейнольдс, Фред Хоул, Джеймс Л. Шоппе (постановщики), Майкл Форд (декоратор)                                                      | «Звёздные войны. Эпизод VI: Возвращение джедая»           |
| 56-я (1984) | • Джеффри Керклэнд, Ричард Лоуренс, В. Стюарт Кэмпбелл, Питер Р. Ромеро (постановщики), Джим Пойнтер, Джордж Р. Нельсон (декораторы)       | «Парни что надо»                                          |
| 56-я (1984) | • Полли Плэтт, Харольд Микелсон (постановщики), Том Педиго, Энтони Монделл (декораторы)                                                    | «Язык нежности»                                           |
| 56-я (1984) | • Рой Уолкер, Лесли Томкинс (постановщики), Тесса Дейвис (декоратор)                                                                       | «Йентл»                                                   |
| 57-я (1985) | • Патриция Фон Бранденстайн (постановщик), Карел Черны (декоратор)                                                                         | «Амадей»                                                  |
| 57-я (1985) | • Ричард Силберт (постановщик), Джордж Гейнс, Лесли Блум (декораторы)                                                                      | «Клуб „Коттон“»                                           |
| 57-я (1985) | • Анджело П. Грэхэм, Мэл Борн, Джеймс Дж. Мураками, Спид Хопкинс (постановщики), Брюс Вентрауб (декоратор)                                 | «Самородок»                                               |
| 57-я (1985) | • Джон Бокс, Лесли Томкинс (постановщики), Хью Скейф (декоратор)                                                                           | «Поездка в Индию»                                         |
| 57-я (1985) | • Альберт Бреннер (постановщик), Рик Симпсон (декоратор)                                                                                   | «Космическая одиссея 2010»                                |
| 58-я (1986) | • Стивен Б. Граймз (постановщик), Джози МакАвин (декоратор)                                                                                | «Из Африки»                                               |
| 58-я (1986) | • Норман Гарвуд (постановщик), Мэгги Грэй (декоратор)                                                                                      | «Бразилия»                                                |
| 58-я (1986) | • Дж. Майкл Рива, Бо Уэлш (постановщики), Линда Дессенна (декоратор)                                                                       | «Цветы лиловые полей»                                     |
| 58-я (1986) | • Ёсиро Мураки, Синобу Мураки (постановщики)                                                                                               | «Ран»                                                     |
| 58-я (1986) | • Стэн Джолли (постановщик), Джон Х. Андерсон (декоратор)                                                                                  | «Свидетель»                                               |
| 59-я (1987) | • Джанни Кваранта, Брайан Экланд-Сноу (постановщики), Брайан Сэйвгар, Элио Альтрамура (декораторы)                                         | «Комната с видом»                                         |
| 59-я (1987) | • Питер Ламонт (постановщик), Криспиан Саллис (декоратор)                                                                                  | «Чужие»                                                   |
| 59-я (1987) | • Борис Левен (постановщик, номинирован посмертно), Карен О’Хара (декоратор)                                                               | «Цвет денег»                                              |
| 59-я (1987) | • Стюарт Вёрцел (постановщик), Кэрол Джофф (декоратор)                                                                                     | «Ханна и её сёстры»                                       |
| 59-я (1987) | • Стюарт Крэйг (постановщик), Джек Стефенс (декоратор)                                                                                     | «Миссия»                                                  |
| 60-я (1988) | • Фердинандо Скарфьотти (постановщик), Бруно Чезари, Освальдо Дезидери (декораторы)                                                        | «Последний император»                                     |
| 60-я (1988) | • Норман Рейнольдс (постановщик), Гарри Кордуэлл (декоратор)                                                                               | «Империя солнца»                                          |
| 60-я (1988) | • Энтони Прэтт (постановщик), Джоанн Вулард (декоратор)                                                                                    | «Надежда и слава»                                         |
| 60-я (1988) | • Санто Локосто (постановщик), Кэрол Джофф, Лесли Блум, Джордж ДеТитта мл. (декораторы)                                                    | «Дни радио»                                               |
| 60-я (1988) | • Патриция Фон Бранденстайн, Уильям А. Эллиотт (постановщики), Хэл Гаусман (декоратор)                                                     | «Неприкасаемые»                                           |
| 61-я (1989) | • Стюарт Крэйг (постановщик), Жерар Джеймс (декоратор)                                                                                     | «Опасные связи»                                           |
| 61-я (1989) | • Альберт Бреннер (постановщик), Гаррет Льюис (декоратор)                                                                                  | «На пляже»                                                |
| 61-я (1989) | • Ида Рэндом (постановщик), Линда Дессенна (декоратор)                                                                                     | «Человек дождя»                                           |
| 61-я (1989) | • Дин Тавуларис (постановщик), Армин Ганз (декоратор)                                                                                      | «Такер: Человек и его мечта»                              |
| 61-я (1989) | • Эллиот Скотт (постановщик), Питер Хоуитт (декоратор)                                                                                     | «Кто подставил кролика Роджера»                           |
| 62-я (1990) | • Антон Фёрст (постановщик), Питер Янг (декоратор)                                                                                         | «Бэтмен»                                                  |
| 62-я (1990) | • Лесли Дилли (постановщик), Энн Калджиэн (декоратор)                                                                                      | «Бездна»                                                  |
| 62-я (1990) | • Данте Ферретти (постановщик), Франческа Ло Скьяво (декоратор)                                                                            | «Приключения барона Мюнхгаузена»                          |
| 62-я (1990) | • Бруно Рубео (постановщик), Криспиан Саллис (декоратор)                                                                                   | «Шофёр мисс Дэйзи»                                        |
| 62-я (1990) | • Норман Гарвуд (постановщик), Гаррет Льюис (декоратор)                                                                                    | «Слава»                                                   |

### 1991—2000
| Церемония   | Художники                                                         | Фильм                      |
| ----------- | ----------------------------------------------------------------- | -------------------------- |
| 63-я (1991) | • Ричард Силберт (постановщик), Рик Симпсон (декоратор)           | «Дик Трейси»               |
| 63-я (1991) | • Эцио Фриджерио (постановщик), Жак Руксель (декоратор)           | «Сирано де Бержерак»       |
| 63-я (1991) | • Джеффри Бикрофт (постановщик), Лиза Дин (декоратор)             | «Танцующий с волками»      |
| 63-я (1991) | • Дин Тавуларис (постановщик), Гари Феттис (декоратор)            | «Крёстный отец 3»          |
| 63-я (1991) | • Данте Ферретти (постановщик), Франческа Ло Скьяво (декоратор)   | «Гамлет»                   |
| 64-я (1992) | • Деннис Гасснер (постановщик), Нэнси Хэй (декоратор)             | «Багси»                    |
| 64-я (1992) | • Деннис Гасснер (постановщик), Нэнси Хэй (декоратор)             | «Бартон Финк»              |
| 64-я (1992) | • Мэл Борн (постановщик), Синди Карр (декоратор)                  | «Король-рыбак»             |
| 64-я (1992) | • Норман Гарвуд (постановщик), Гаррет Льюис (декоратор)           | «Капитан Крюк»             |
| 64-я (1992) | • Пол Силберт (постановщик), Кэрил Хеллер (декоратор)             | «Повелитель приливов»      |
| 65-я (1993) | • Лучана Арриги (постановщик), Йен Уитэйкер (декоратор)           | «Говардс-Энд»              |
| 65-я (1993) | • Томас Э. Сандерс (постановщик), Гаррет Льюис (декоратор)        | «Дракула»                  |
| 65-я (1993) | • Стюарт Крэйг (постановщик), Крис А. Батлер (декоратор)          | «Чаплин»                   |
| 65-я (1993) | • Фердинандо Скарфьотти (постановщик), Линда Дессенна (декоратор) | «Игрушки»                  |
| 65-я (1993) | • Генри Бамстед (постановщик), Дженис Блэки-Гудайн (декоратор)    | «Непрощённый»              |
| 66-я (1994) | • Аллан Старски (постановщик), Ева Браун (декоратор)              | «Список Шиндлера»          |
| 66-я (1994) | • Кен Адам (постановщик), Марвин Марч (декоратор)                 | «Ценности семейки Аддамс»  |
| 66-я (1994) | • Данте Ферретти (постановщик), Роберт Дж. Франко (декоратор)     | «Эпоха невинности»         |
| 66-я (1994) | • Бен Ван Ос, Ян Рулфс (постановщики)                             | «Орландо»                  |
| 66-я (1994) | • Лучана Арриги (постановщик), Йен Уитэйкер (декоратор)           | «Остаток дня»              |
| 67-я (1995) | • Кен Адам (постановщик), Кэролин Скотт (декоратор)               | «Безумие короля Георга»    |
| 67-я (1995) | • Санто Локосто (постановщик), Сьюзэн Боуд (декоратор)            | «Пули над Бродвеем»        |
| 67-я (1995) | • Рик Картер (постановщик), Нэнси Хэй (декоратор)                 | «Форрест Гамп»             |
| 67-я (1995) | • Данте Ферретти (постановщик), Франческа Ло Скьяво (декоратор)   | «Интервью с вампиром»      |
| 67-я (1995) | • Лилли Килверт (постановщик), Дорри Купер (декоратор)            | «Легенды осени»            |
| 68-я (1996) | • Эудженио Занетти                                                | «Королевская милость»      |
| 68-я (1996) | • Майкл Коренблит (постановщик), Меридет Босвелл (декоратор)      | «Аполлон-13»               |
| 68-я (1996) | • Роджер Форд (постановщик), Керри Браун (декоратор)              | «Бэйб: Четвероногий малыш» |
| 68-я (1996) | • Бо Уэлш (постановщик), Шерил Карасик (декоратор)                | «Маленькая принцесса»      |
| 68-я (1996) | • Тони Барро                                                      | «Ричард III»               |
| 69-я (1997) | • Стюарт Крэйг (постановщик), Стефани Макмиллан (декоратор)       | «Английский пациент»       |
| 69-я (1997) | • Бо Уэлш (постановщик), Шерил Карасик (декоратор)                | «Клетка для пташек»        |
| 69-я (1997) | • Брайан Моррис (постановщик), Филипп Тюрлюр (декоратор)          | «Эвита»                    |
| 69-я (1997) | • Тим Харви                                                       | «Гамлет»                   |
| 69-я (1997) | • Кэтрин Мартин (постановщик), Бриджитт Брош (декоратор)          | «Ромео + Джульетта»        |
| 70-я (1998) | • Питер Ламонт (постановщик), Майкл Форд (декоратор)              | «Титаник»                  |
| 70-я (1998) | • Ян Рулфс (постановщик), Нэнси Най (декоратор)                   | «Гаттака»                  |
| 70-я (1998) | • Данте Ферретти (постановщик), Франческа Ло Скьяво (декоратор)   | «Кундун»                   |
| 70-я (1998) | • Жаннин Клаудия Оппуолл (постановщик), Джей Харт (декоратор)     | «Секреты Лос-Анджелеса»    |
| 70-я (1998) | • Бо Уэлш (постановщик), Шерил Карасик (декоратор)                | «Люди в чёрном»            |
| 71-я (1999) | • Мартин Чайлдс (постановщик), Джилл Куиртьер (декоратор)         | «Влюблённый Шекспир»       |
| 71-я (1999) | • Джон Мир (постановщик), Питер Хоуитт (декоратор)                | «Елизавета»                |
| 71-я (1999) | • Жаннин Клаудия Оппуолл (постановщик), Джей Харт (декоратор)     | «Плезантвиль»              |
| 71-я (1999) | • Томас Э. Сандерс (постановщик), Лиза Дин (декоратор)            | «Спасти рядового Райана»   |
| 71-я (1999) | • Эудженио Занетти (постановщик), Синди Карр (декоратор)          | «Куда приводят мечты»      |
| 72-я (2000) | • Рик Хайнрикс (постановщик), Питер Янг (декоратор)               | «Сонная Лощина»            |
| 72-я (2000) | • Лучана Арриги (постановщик), Йен Уитэйкер (декоратор)           | «Анна и король»            |
| 72-я (2000) | • Дэвид Гропмэн (постановщик), Бет А. Рубино (декоратор)          | «Правила виноделов»        |
| 72-я (2000) | • Рой Уолкер (постановщик), Бруно Чезари (декоратор)              | «Талантливый мистер Рипли» |
| 72-я (2000) | • Ева Стюарт (постановщик и декоратор), Джон Буш (декоратор)      | «Кутерьма»                 |

### 2001—2010
| Церемония   | Художники                                                                                      | Фильм                                       |
| ----------- | ---------------------------------------------------------------------------------------------- | ------------------------------------------- |
| 73-я (2001) | • Тимми Йип                                                                                    | «Крадущийся тигр, затаившийся дракон»       |
| 73-я (2001) | • Майкл Коренблит (постановщик), Меридет Босвелл (декоратор)                                   | «Гринч — похититель Рождества»              |
| 73-я (2001) | • Артур Макс (постановщик), Криспиан Саллис (декоратор)                                        | «Гладиатор»                                 |
| 73-я (2001) | • Мартин Чайлдс (постановщик), Джилл Куиртьер (декоратор)                                      | «Перо маркиза де Сада»                      |
| 73-я (2001) | • Жан Рабасс (постановщик), Франсуаз Бенуа-Фреско (декоратор)                                  | «Ватель»                                    |
| 74-я (2002) | • Кэтрин Мартин (постановщик), Бриджитт Брош (декоратор)                                       | «Мулен Руж!»                                |
| 74-я (2002) | • Алин Бонетто (постановщик), Мари-Лор Валла (декоратор)                                       | «Амели»                                     |
| 74-я (2002) | • Стефен Олтмэн (постановщик), Анна Пиннок (декоратор)                                         | «Госфорд-парк»                              |
| 74-я (2002) | • Стюарт Крэйг (постановщик), Стефани Макмиллан (декоратор)                                    | «Гарри Поттер и философский камень»         |
| 74-я (2002) | • Грант Мейджор (постановщик), Дэн Хенна (декоратор)                                           | «Властелин колец: Братство Кольца»          |
| 75-я (2003) | • Джон Мир (постановщик), Гордон Сим (декоратор)                                               | «Чикаго»                                    |
| 75-я (2003) | • Фелипе Фернандез Дел Пасо (постановщик), Хания Робледо (декоратор)                           | «Фрида»                                     |
| 75-я (2003) | • Данте Ферретти (постановщик), Франческа Ло Скьяво (декоратор)                                | «Банды Нью-Йорка»                           |
| 75-я (2003) | • Грант Мейджор (постановщик), Дэн Хенна, Алан Ли (декораторы)                                 | «Властелин колец: Две крепости»             |
| 75-я (2003) | • Деннис Гасснер (постановщик), Нэнси Хэй (декоратор)                                          | «Проклятый путь»                            |
| 76-я (2004) | • Грант Мейджор (постановщик), Дэн Хенна, Алан Ли (декораторы)                                 | «Властелин колец: Возвращение короля»       |
| 76-я (2004) | • Бен Ван Ос (постановщик), Сесиль Хейдеман (декоратор)                                        | «Девушка с жемчужной серёжкой»              |
| 76-я (2004) | • Лилли Килверт (постановщик), Гретчен Рау (декоратор)                                         | «Последний самурай»                         |
| 76-я (2004) | • Уильям Сэнделл (постановщик), Роберт Гулд (декоратор)                                        | «Хозяин морей: На краю земли»               |
| 76-я (2004) | • Жаннин Клаудия Оппуолл (постановщик), Лесли Э. Поуп (декоратор)                              | «Фаворит»                                   |
| 77-я (2005) | • Данте Ферретти (постановщик), Франческа Ло Скьяво (декоратор)                                | «Авиатор»                                   |
| 77-я (2005) | • Джемма Джексон (постановщик), Триша Эдвардс (декоратор)                                      | «Волшебная страна»                          |
| 77-я (2005) | • Рик Хайнрикс (постановщик), Шерил Карасик (декоратор)                                        | «Лемони Сникет: 33 несчастья»               |
| 77-я (2005) | • Энтони Прэтт (постановщик), Селия Бобак (декоратор)                                          | «Призрак Оперы»                             |
| 77-я (2005) | • Алин Бонетто (постановщик)                                                                   | «Долгая помолвка»                           |
| 78-я (2006) | • Джон Мир (постановщик), Гретчен Рау (декоратор)                                              | «Мемуары гейши»                             |
| 78-я (2006) | • Джеймс Д. Бисселл (постановщик), Жан Паскаль (декоратор)                                     | «Доброй ночи и удачи»                       |
| 78-я (2006) | • Стюарт Крэйг (постановщик), Стефани Макмиллан (декоратор)                                    | «Гарри Поттер и Кубок огня»                 |
| 78-я (2006) | • Грант Мейджор (постановщик), Дэн Хенна, Саймон Брайт (декораторы)                            | «Кинг-Конг»                                 |
| 78-я (2006) | • Сара Гринвуд (постановщик), Кэти Спенсер (декоратор)                                         | «Гордость и предубеждение»                  |
| 79-я (2007) | • Эухенио Кабальеро (постановщик), Пилар Ревуэльта (декоратор)                                 | «Лабиринт фавна»                            |
| 79-я (2007) | • Джон Мир (постановщик), Нэнси Хэй (декоратор)                                                | «Девушки мечты»                             |
| 79-я (2007) | • Жаннин Клаудия Оппуолл (постановщик), Гретчен Рау (посмертно), Лесли Э. Роллинз (декораторы) | «Ложное искушение»                          |
| 79-я (2007) | • Рик Хайнрикс (постановщик), Шерил Карасик (декоратор)                                        | «Пираты Карибского моря: Сундук мертвеца»   |
| 79-я (2007) | • Натан Краули (постановщик), Джули Очипинти (декоратор)                                       | «Престиж»                                   |
| 80-я (2008) | • Данте Ферретти (постановщик), Франческа Ло Скьяво (декоратор)                                | «Суини Тодд, демон-парикмахер с Флит-стрит» |
| 80-я (2008) | • Артур Макс (постановщик), Бет А. Рубино (декоратор)                                          | «Гангстер»                                  |
| 80-я (2008) | • Сара Гринвуд (постановщик), Кэти Спенсер (декоратор)                                         | «Искупление»                                |
| 80-я (2008) | • Деннис Гасснер (постановщик), Анна Пиннок (декоратор)                                        | «Золотой компас»                            |
| 80-я (2008) | • Джек Фиск (постановщик), Джим Эриксон (декоратор)                                            | «Нефть»                                     |
| 81-я (2009) | • Дональд Грэхэм Берт (постановщик), Виктор Дж. Золфо (декоратор)                              | «Загадочная история Бенджамина Баттона»     |
| 81-я (2009) | • Джеймс Дж. Мураками (постановщик), Гари Феттис (декоратор)                                   | «Подмена»                                   |
| 81-я (2009) | • Натан Краули (постановщик), Питер Ландо (декоратор)                                          | «Тёмный рыцарь»                             |
| 81-я (2009) | • Майкл Карлин (постановщик), Ребекка Аллевей (декоратор)                                      | «Герцогиня»                                 |
| 81-я (2009) | • Кристи Зиа (постановщик), Дебра Шутт (декоратор)                                             | «Дорога перемен»                            |
| 82-я (2010) | • Рик Картер, Роберт Стромберг (постановщики), Ким Синклер (декоратор)                         | «Аватар»                                    |
| 82-я (2010) | • Дэвид Уоррен, Анастасия Масаро (постановщики), Кэролайн Смит (декоратор)                     | «Воображариум доктора Парнаса»              |
| 82-я (2010) | • Джон Мир (постановщик), Гордон Сим (декоратор)                                               | «Девять»                                    |
| 82-я (2010) | • Сара Гринвуд (постановщик), Кэти Спенсер (декоратор)                                         | «Шерлок Холмс»                              |
| 82-я (2010) | • Патрис Верметт (постановщик), Мэгги Грэй (декоратор)                                         | «Молодая Виктория»                          |

### 2011—2020
| Церемония   | Художники                                                                      | Фильм                                    |
| ----------- | ------------------------------------------------------------------------------ | ---------------------------------------- |
| 83-я (2011) | • Роберт Стромберг (постановщик), Карен О’Хара (декоратор)                     | «Алиса в Стране чудес»                   |
| 83-я (2011) | • Стюарт Крэйг (постановщик), Стефани Макмиллан (декоратор)                    | «Гарри Поттер и Дары Смерти: часть 1»    |
| 83-я (2011) | • Гай Хендрикс Диас (постановщик), Ларри Диас, Дуглас Моуат (декораторы)       | «Начало»                                 |
| 83-я (2011) | • Ева Стюарт (постановщик), Джуди Фарр (декоратор)                             | «Король говорит!»                        |
| 83-я (2011) | • Джесс Гончор (постановщик), Нэнси Хэй (декоратор)                            | «Железная хватка»                        |
| 84-я (2012) | • Данте Ферретти (постановщик), Франческа Ло Скьяво (декоратор)                | «Хранитель времени»                      |
| 84-я (2012) | • Стюарт Крэйг (постановщик), Стефани Макмиллан (декоратор)                    | «Гарри Поттер и Дары Смерти: часть 2»    |
| 84-я (2012) | • Лоуренс Беннетт (постановщик), Роберт Гулд (декоратор)                       | «Артист»                                 |
| 84-я (2012) | • Энн Сейбл (постановщик), Хелен Дюбрейль (декоратор)                          | «Полночь в Париже»                       |
| 84-я (2012) | • Рик Картер (постановщик), Ли Сандалес (декоратор)                            | «Боевой конь»                            |
| 85-я (2013) | • Рик Картер (постановщик) и Джим Эриксон (декоратор)                          | «Линкольн»                               |
| 85-я (2013) | • Сара Гринвуд (постановщик) и Кэти Спенсер (декоратор)                        | «Анна Каренина»                          |
| 85-я (2013) | • Дэн Хенна (постановщик), Ра Винсент и Саймон Брайт (декораторы)              | «Хоббит: Нежданное путешествие»          |
| 85-я (2013) | • Ив Стюарт (постановщик) и Анна Линч-Робинсон (декоратор)                     | «Отверженные»                            |
| 85-я (2013) | • Дэвид Гропмэн (постановщик) и Анна Пиннок (декоратор)                        | «Жизнь Пи»                               |
| 86-я (2014) | • Кэтрин Мартин (постановщик), Беверли Данн (декоратор)                        | «Великий Гэтсби»                         |
| 86-я (2014) | • Джуди Бекер (постановщик), Хезер Лоффлер (декоратор)                         | «Афера по-американски»                   |
| 86-я (2014) | • Энди Николсон (постановщик), Рози Гудвин, Джоэнн Вуллард (декораторы)        | «Гравитация»                             |
| 86-я (2014) | • К. К. Баррет (постановщик), Джин Сердена (декоратор)                         | «Она»                                    |
| 86-я (2014) | • Адам Штокхаузен (постановщик), Элис Бэйкер (декоратор)                       | «12 лет рабства»                         |
| 87-я (2015) | • Адам Штокхаузен (постановщик), Анна Пиннок (декоратор)                       | «Отель „Гранд Будапешт“»                 |
| 87-я (2015) | • Мария Дьюкович (постановщик), Татьяна Макдональд (декоратор)                 | «Игра в имитацию»                        |
| 87-я (2015) | • Натан Кроули (постановщик), Гэри Феттис (декоратор)                          | «Интерстеллар»                           |
| 87-я (2015) | • Деннис Гасснер (постановщик), Анна Пиннок (декоратор)                        | «Чем дальше в лес…»                      |
| 87-я (2015) | • Сьюзи Дэвис (постановщик), Шарлотта Уоттс (декоратор)                        | «Уильям Тёрнер»                          |
| 88-я (2016) | • Колин Гибсон (постановщик), Лиза Томпсон (декоратор)                         | «Безумный Макс: Дорога ярости»           |
| 88-я (2016) | • Адам Штокхаузен (постановщик), Рена Деанджело и Бернхард Хенрих (декораторы) | «Шпионский мост»                         |
| 88-я (2016) | • Ив Стюарт (постановщик), Майкл Стэндиш (декоратор)                           | «Девушка из Дании»                       |
| 88-я (2016) | • Артур Макс (постановщик), Селия Бобак (декоратор)                            | «Марсианин»                              |
| 88-я (2016) | • Джек Фиск (постановщик), Хамиш Парди (декоратор)                             | «Выживший»                               |
| 89-я (2017) | • Дэвид Уоско (постановщик), Сэнди Рейнольдс-Уоско (декоратор)                 | «Ла-Ла Ленд»                             |
| 89-я (2017) | • Патрис Верметт (постановщик), Пол Хотте (декоратор)                          | «Прибытие»                               |
| 89-я (2017) | • Стюарт Крэйг (постановщик), Анна Пиннок (декоратор)                          | «Фантастические твари и где они обитают» |
| 89-я (2017) | • Джесс Гончор (постановщик), Нэнси Хэй (декоратор)                            | «Да здравствует Цезарь!»                 |
| 89-я (2017) | • Гай Хендрикс Диас (постановщик), Джин Сердена (декоратор)                    | «Пассажиры»                              |
| 90-я (2018) | • Пол Д. Остерберри (постановщик), Шэйн Виё и Джефф Мелвин (декораторы)        | «Форма воды»                             |
| 90-я (2018) | • Сара Гринвуд (постановщик), Кэти Спенсер (декоратор)                         | «Красавица и чудовище»                   |
| 90-я (2018) | • Деннис Гасснер (постановщик), Алессандра Керцола (декоратор)                 | «Бегущий по лезвию 2049»                 |
| 90-я (2018) | • Сара Гринвуд (постановщик), Кэти Спенсер (декоратор)                         | «Тёмные времена»                         |
| 90-я (2018) | • Нэйтан Краули (постановщик), Гари Феттис (декоратор)                         | «Дюнкерк»                                |
| 91-я (2019) | • Ханна Бичлер (постановщик), Джей Харт (декоратор)                            | «Чёрная пантера»                         |
| 91-я (2019) | • Фиона Кромби (постановщик), Элис Фелтон (декоратор)                          | «Фаворитка»                              |
| 91-я (2019) | • Нэйтан Краули (постановщик), Кэти Лукас (декоратор)                          | «Человек на Луне»                        |
| 91-я (2019) | • Джон Мир (постановщик), Гордон Сим (декоратор)                               | «Мэри Поппинс возвращается»              |
| 91-я (2019) | • Эухенио Кабальеро (постановщик), Барбара Энрикес (декоратор)                 | «Рома»                                   |
| 92-я (2020) | • Барбара Линг (постановщик), Нэнси Хэй (декоратор)                            | «Однажды в Голливуде»                    |
| 92-я (2020) | • Боб Шоу (постановщик), Реджина Грейвс (декоратор)                            | «Ирландец»                               |
| 92-я (2020) | • Ра Винсент (постановщик), Нора Сопкова (декоратор)                           | «Кролик Джоджо»                          |
| 92-я (2020) | • Деннис Гасснер (постановщик), Ли Сандалес (декоратор)                        | «1917»                                   |
| 92-я (2020) | • Ли Ха-джун (постановщик), Чо Вон-у (декоратор)                               | «Паразиты»                               |

### 2021—2030
| Церемония   | Художники                                                             | Фильм                            |
| ----------- | --------------------------------------------------------------------- | -------------------------------- |
| 93-я (2021) | • Дональд Грэм Бёрт (постановщик), Джен Паскаль (декоратор)           | «Манк»                           |
| 93-я (2021) | • Питер Фрэнсис (постановщик), Кэти Фэзерстоун (декоратор)            | «Отец»                           |
| 93-я (2021) | • Марк Рикер (постановщик), Карен О’Хара и Диана Сроутон (декораторы) | «Ма Рейни: Мать блюза»           |
| 93-я (2021) | • Дэвид Крэнк (постановщик), Элизабет Кинан (декоратор)               | «Новости со всего света»         |
| 93-я (2021) | • Нейтан Кроули (постановщик), Кэти Лукас (декоратор)                 | «Довод»                          |
| 94-я (2022) | • Патрик Вермитт (постановщик), Сюзанна Сипос (декоратор)             | «Дюна»                           |
| 94-я (2022) | • Тамара Деверелл (постановщик), Шейн Вио (декоратор)                 | «Аллея кошмаров»                 |
| 94-я (2022) | • Грант Мейджор (постановщик), Эмбер Ричардс (декоратор)              | «Власть пса»                     |
| 94-я (2022) | • Стефан Декант (постановщик), Нэнси Хэй (декоратор)                  | «Макбет»                         |
| 94-я (2022) | • Адам Стокхаузен (постановщик), Рена Деанджело (декоратор)           | «Вестсайдская история»           |
| 95-я (2023) | • Кристиан М. Голдбек (постановщик), Эрнестин Хиппер (декоратор)      | «На Западном фронте без перемен» |
| 95-я (2023) | • Дилан Коул и Бен Проктер (постановщики), Ванесса Коул (декоратор)   | «Аватар: Путь воды»              |
| 95-я (2023) | • Флоренция Мартин (постановщик), Энтони Карлин (декоратор)           | «Вавилон»                        |
| 95-я (2023) | • Кэтрин Мартин и Карен Мерфи (постановщики), Бев Данн (декоратор)    | «Элвис»                          |
| 95-я (2023) | • Рик Картер (постановщик), Карен О’Хара (декоратор)                  | «Фабельманы»                     |
| 96-я (2024) | • Джеймс Прайс и Шона Хит (постановщик), Жужа Михалек (декоратор)     | «Бедные-несчастные»              |
| 96-я (2024) | • Сара Гринвуд (постановщик), Кэти Спенсер (декоратор)                | «Барби»                          |
| 96-я (2024) | • Джек Фиск (постановщик), Адам Уиллис (декоратор)                    | «Убийцы цветочной луны»          |
| 96-я (2024) | • Артур Макс (постановщик), Элли Грифф (декоратор)                    | «Наполеон»                       |
| 96-я (2024) | • Рут Де Йонг (постановщик), Клэр Кауфман (декоратор)                 | «Оппенгеймер»                    |
| 97-я (2025) | • Нэйтан Краули (постановщик), Ли Сандалес (декоратор)                | «Злая: Сказка о ведьме Запада»   |
| 97-я (2025) | • Джуди Бекер (постановщик), Патриция Кучча (декоратор)               | «Бруталист»                      |
| 97-я (2025) | • Сьюзи Дейвис (постановщик), Синтия Слейтер (декоратор)              | «Конклав»                        |
| 97-я (2025) | • Патрис Верметт (постановщик), Шэйн Виё (декоратор)                  | «Дюна: Часть вторая»             |
| 97-я (2025) | • Крэйг Лэтроп (постановщик), Беатрис Брентнерова (декоратор)         | «Носферату»                      |

## Статистика
| Наибольшее количество наград                          | 11 побед     | Седрик Гиббонс  |
| Наибольшее количество номинаций                       | 39 номинаций | Седрик Гиббонс  |
| Наибольшое количество номинаций, без получения премии | 15 номинаций | Роланд Андерсон |